# Régiments d'infanterie français d'Ancien Régime (V)
Cet article présente la liste des régiments d'infanterie français d'Ancien Régime, commençant par la lettre V.

## V
- Régiment de Vaillac.

Le régiment est levé le 7 juillet 1621 par N. Ricard de Gourdon-Grenouillac comte de Vaillac, dans le cadre de la répression organisée contre les Huguenots. En 1621, il participe au siège de Montauban. Quatre-cents hommes mis en garnison à Négrepelisse y sont égorgés par les habitants. L'année suivante, il se trouve au siège et sac de Négrepelisse, puis au siège de Saint-Antonin. Réformé le 14 février 1623, il est rétabli le 11 août 1627 dans le cadre de la répression de la troisième rébellion huguenote et participe au siège de la Rochelle en 1627 et 1628. En 1629 et 1630 il est affecté à l'armée de Savoie avec laquelle il participe au siège de Privas. Passé à l'armée de Languedoc les années suivantes, il se trouve, durant la guerre franco-espagnole à la reprise des îles de Lérins en 1637. En 1640, affecté à l'armée d'Italie il se trouve au siège de Turin durant lequel son mestre de camp est tué. Le 10 octobre 1645 le régiment est donné, à son fils Jean-Pau Ricard de Gourdon-Genouillac, comte de Vaillac. Envoyé à l'armée de Catalogne en 1646, le mestre de camp y est tué au siège de Lérida. Le régiment est donné à son frère qui participe au second siège de Lérida en 1647 et à la prise de Tortose en 1648. Le régiment reste affecté à l'armée de Catalogne jusqu'en 1654. En 1655, il rejoint l'armée d'Italie et participe au siège de Pavie. Le régiment est licencié le 18 avril 1661.
- Régiment des Vaisseaux.

Le régiment est levé le 13 mars 1638 par Henri d'Escoubleau de Sourdis, archevêque de Bordeaux dans le cadre de la guerre franco-espagnole. Le 3 février 1640 il prend le nom de régiment des Vaisseaux-Richelieu.

Régiment des Vaisseaux
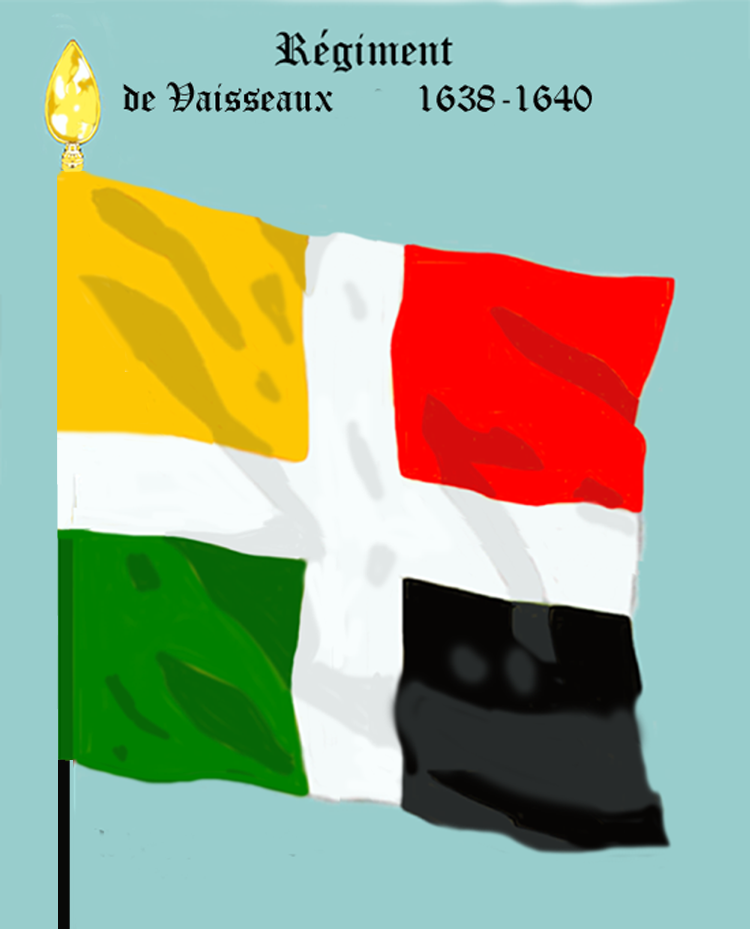
de 1638 à 1640

- Régiment des Vaisseaux-Candalle.

C'est l'ancien régiment des Vaisseaux-Mazarin, qui prend le nom de « régiment des Vaisseaux-Candalle » le 25 juin 1650 et qui reprend le régiment des Vaisseaux-Mazarin le 11 avril 1658. En 1654, il reçoit l'incorporation du régiment de Candalle (1649-1654).

Régiment des Vaisseau-Candalle
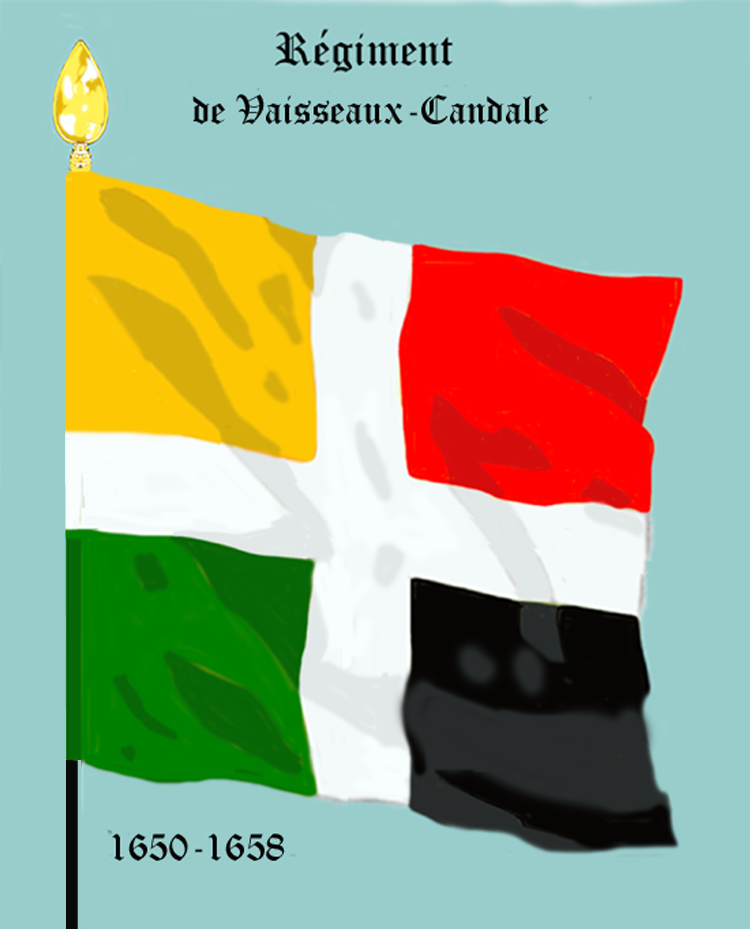
de 1650 à 1658

- Régiment des Vaisseaux-Mazarin.

C'est l'ancien régiment des Vaisseaux-Richelieu, qui prend le nom de « régiment des Vaisseaux-Mazarin » le 10 mars 1644 et qui devient le régiment des Vaisseaux-Candalle le 25 juin 1650 et qui reprend le nom de « régiment des Vaisseaux-Mazarin » le 11 avril 1658 avant de prendre le nom de régiment des Vaisseaux-Provence le 15 mars 1661. En 1648, il reçoit l'incorporation du régiment du Breuil.

Régiment des Vaisseau-Mazarin
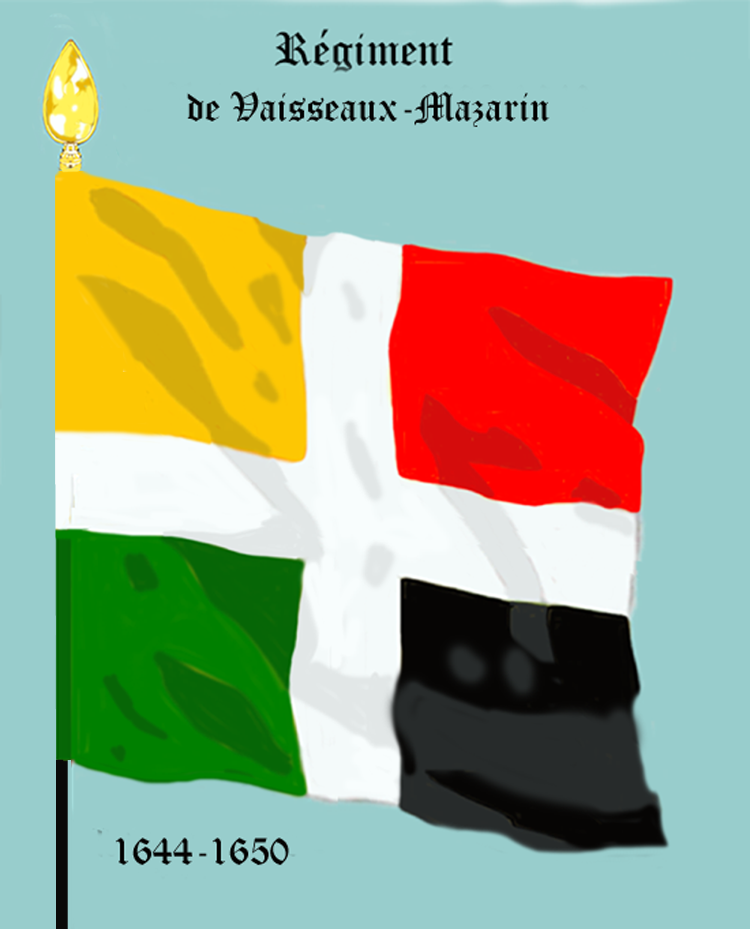
de 1644 à 1650
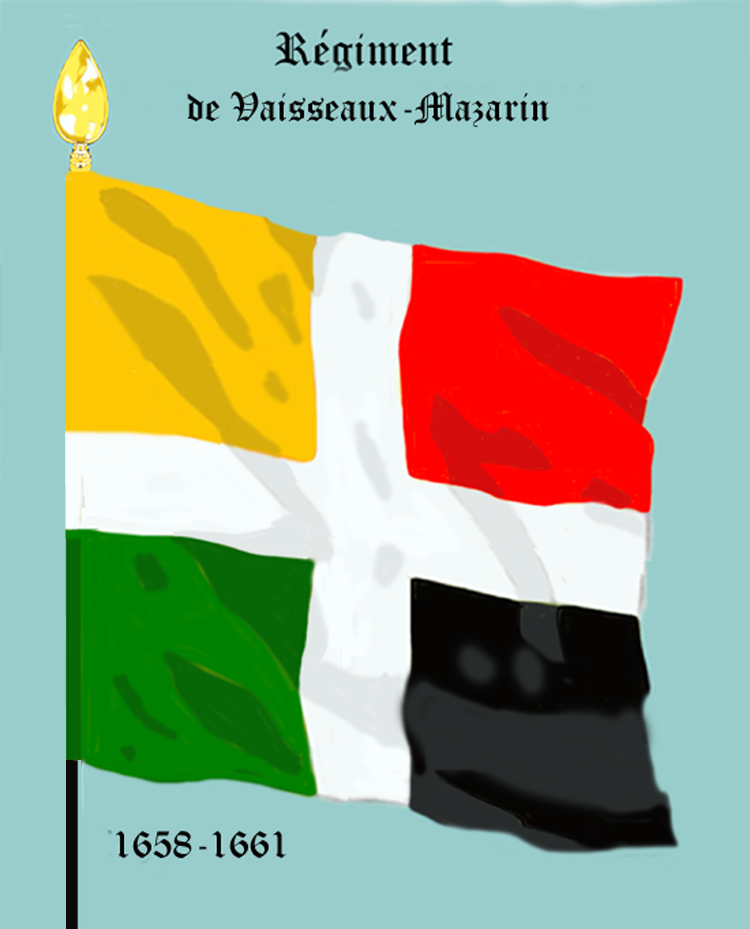
de 1658 à 1661

- Régiment des Vaisseaux-Provence.

C'est l'ancien régiment des Vaisseaux-Mazarin, qui prend le nom de « régiment des Vaisseaux-Provence » le 15 mars 1661 et qui devient le régiment Royal des Vaisseaux (également appelé « Royal-Vaisseaux ») le 20 septembre 1669.

Régiment des Vaisseau-Provence
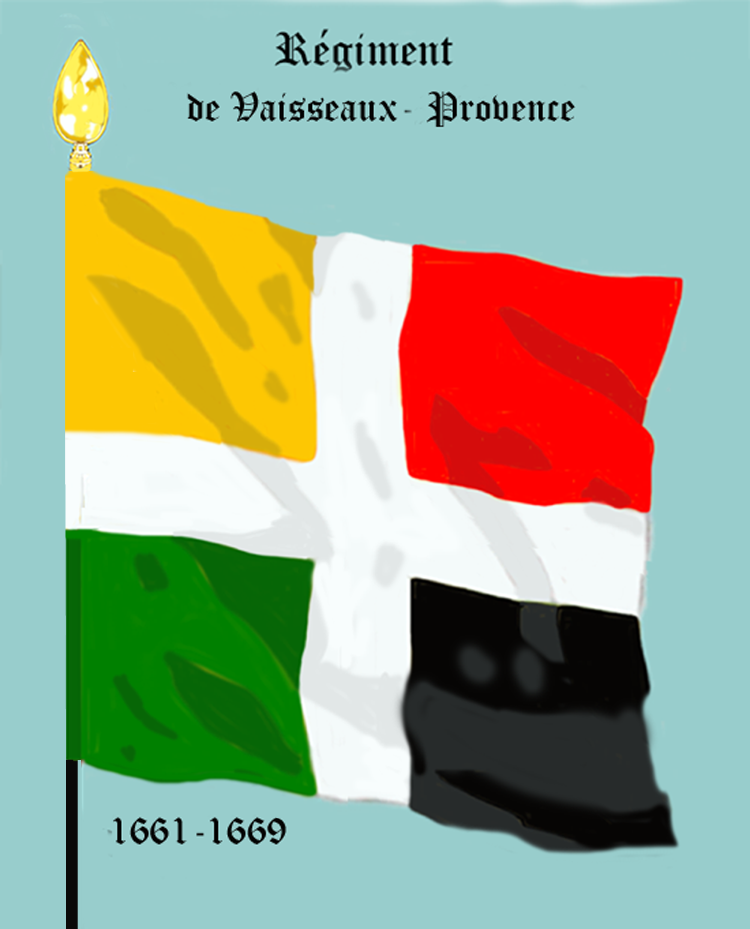
de 1661 à 1669

- Régiment des Vaisseaux-Richelieu.

C'est l'ancien régiment Les Vaisseaux, qui prend le nom de « régiment des Vaisseaux-Richelieu » le 3 février 1640 et qui devient le régiment des Vaisseaux-Mazarin le 10 mars 1644.

Régiment des Vaisseau-Richelieux
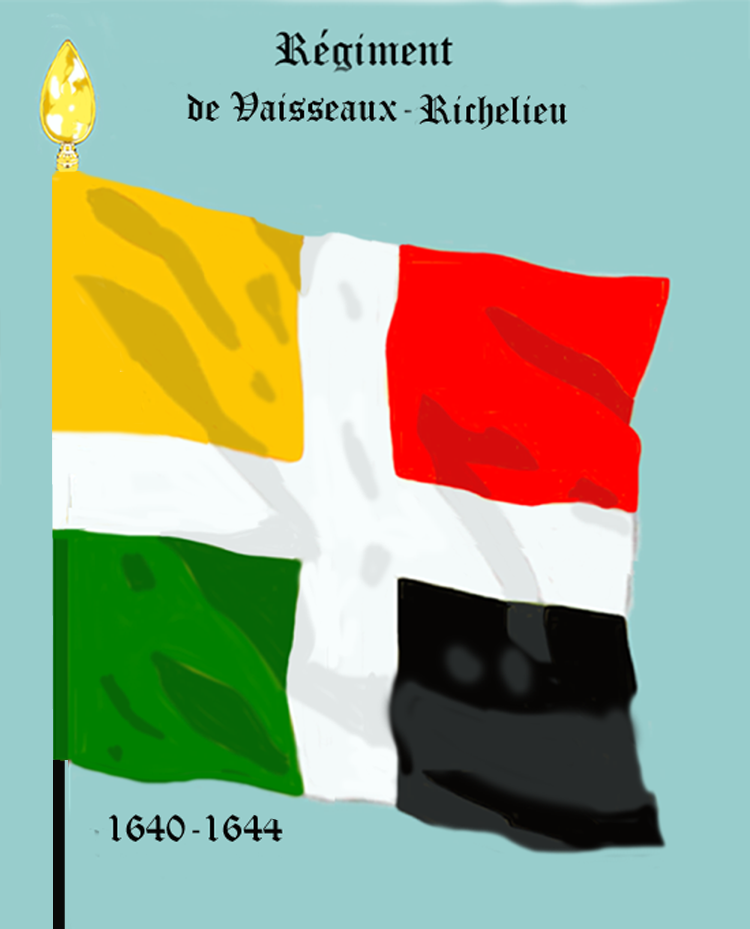
de 1640 à 1644

- Régiment de Valavoire

Le régiment est levé, dans le cadre de la guerre franco-espagnole, le 6 janvier 1657 par François Auguste, marquis de Valavoire, pour tenir garnison à Valenza. Il se trouve au siège d'Alexandrie en 1657 et est licencié le 12 décembre 1659.
- Régiment de Vallemont

C'est l'ancien régiment de La Bloquerie, qui est renommé « régiment de Vallemont » en août 1637 et qui prend le nom de régiment de Guiche le 1er octobre 1641.
- Régiment de Valençay

Ce régiment est levé le 29 avril 1625 par Louis d'Estampes de Valençay dans le cadre de la guerre de Trente Ans. Il sert en Piémont en 1625 puis passe au service de la Hollande en mai 1626. Le régiment disparait en 1632 après la mort de son mestre de camp au siège de Maëstricht.
- Régiment de Valence (1708-1714)

C'est l'ancien régiment de Grosbois, qui est renommé « régiment de Valence » après avoir été donné le 7 avril 1708 à Emmery-Emmanuel de Thimbrune, marquis de Valence. Engagé dans la guerre de Succession d'Espagne, il est licencié en 1714 après la paix.
- Régiment de Valence (1771-1775)

C'est un régiment provincial qui est créé par ordonnance du 4 août 1771, en remplacement des milices provinciales. Ce régiment est formé des bataillons de Valence et de Romans sous le commandement de marquis de Bayanne, remplacé en 1773 par le marquis de La Tour du Pin-Montauban. Le régiment est supprimé par ordonnance du 15 décembre 1775 qui fait disparaître les troupes provinciales.
- Régiment de Valirault 

C'est un régiment protestant, levé juin 1585 par François de Valirault dans le cadre de la huitième guerre de Religion. Il participe à la bataille de Coutras en 1585 et au siège de Paris en 1589. Le 2 août 1589, il est incorporé dans le régiment des Gardes du Roi de Navarre.
- Régiment de Valois

C'est l'ancien régiment de Laleu, qui prend le nom de « régiment de Valois » en 1650 après avoir été donné au jeune Jean Gaston d'Orléans, duc de Valois, fils de Gaston duc d'Orléans. Il se trouve à la défense de Portolongone puis il rejoint l'armée de Picardie en 1651. Il est licencié en 1654.
- Régiment de Vallouze (1695-1698)

Ce régiment est levé le 21 novembre 1695 par Joseph-Guillaume Boutin, comte de Vallouze. Engagé dans la guerre de la Ligue d'Augsbourg, il sert à l'armée de Flandre et participe à au siège d'Ath. Il est incorporé le 19 juillet 1698, après le traité de Ryswick, dans le régiment de Chartres.
- Régiment de Vallouze (1702-1704)

Ce régiment est levé le 3 septembre 1702 par Joseph-Guillaume Boutin, comte de Vallouze. Engagé dans la guerre de Succession d'Espagne, il sert à l'armée du Rhin. Il prend le nom de régiment de Grosbois après avoir été donné en 1704 à N. de Grosbois.
- Régiment de Vallouze (1708-1715)

C'est l'ancien régiment de Damas (1702-1708), qui est renommé « régiment de Vallouze » après avoir été donné le 10 juillet 1708 à Joseph-Guillaume Boutin, comte de Vallouze. Engagé dans la guerre de Succession d'Espagne, il sert au siège de Tortose en 1708, puis il rejoint l'armée de Dauphiné en 1710, l'armée de Catalogne en 1711 et il participe au siège de Barcelone en 1714. Il est incorporé le 30 juillet 1715 dans le régiment Royal des Vaisseaux et dans le régiment de Quercy.
- Régiment de Valory

C'est l'ancien régiment de Léotaud, qui est renommé « régiment de Valory » après avoir été donné le 21 novembre 1712 à Guy-Louis-Henri, marquis de Valory. Engagé dans la guerre de Succession d'Espagne, il est licencié le 21 janvier 1714 après la paix.
- Régiment de Vandy

Le régiment est levé le 3 octobre 1634, dans le cadre de la guerre de Trente Ans, par Jean d'Aspremont, marquis de Vandy. Affecté en 1634 à l'armée de Lorraine, il passe l'année suivante dans la Valteline puis en Italie en 1636 et sert en 1637 en Franche-Comté, puis en Allemagne. en Durant le siége de Brisach en 1638, le mestre de camp y est tué et il est donné le 20 novembre 1638 à son fils Claude Absalon Jean-Baptiste d'Aspremont, marquis de Vandy. Dans le cadre de la guerre de Dix Ans, il sert en Bourgogne et participe à la prise de Saint-Claude en 1639. Il passe ensuite à l'armée d'Allemagne en 1640, à l'armée de Franche-Comté en 1641 puis à l'armée de Roussillon en 1642, avec laquelle il se trouve aux prises de Collioure et de Perpignan, et à la bataille de Lérida. Affecté à l'armée de Catalogne jusqu'en 1645, il rejoint alors l'armée de Picardie jusqu'en 1650. Il fait ensuite les campagnes de 1650, de 1651 et de 1652 en Guyenne. Revenu dans le nord de la France, il se trouve aux prises de Rethel et de Mouzon en 1653 puis au secours d'Arras en 1654, aux sièges de Landrecies et de Condé en 1655, au siège de Valenciennes en 1656 et à la prise de Montmédy en 1657. Il reste en garnison à Montmédy et est licencié le 20 juillet 1660.
- Régiment de Vannes

C'est un régiment provincial qui est créé par ordonnance du 4 août 1771, en remplacement des milices provinciales. Ce régiment est formé des bataillons de Vannes et de Carhaix sous le commandement de Jean-François Yves vicomte du Coëtlosquet. Le régiment est supprimé par ordonnance du 15 décembre 1775 qui fait disparaître les troupes provinciales.
- Régiment de Vardes

C'est l'ancien régiment de Tourpes, qui est renommé « régiment de Vardes » le 19 juin 1646 après avoir été donné à François René du Bec-Crespin, marquis de Vardes. Engagé dans la guerre de Trente Ans, il se trouve au sièges de Courtrai et de Dunkerque en 1646, aux prises de La Bassée et de Lens en 1647, à la prise d'Ypres et à la bataille de Lens en 1648, au blocus de Paris, au combat de Charenton et à la prise de Condé en 1649, au siège et bataille de Rethel en 1650, aux combats d'Étampes et du faubourg Saint-Antoine en 1652. Il rejoint l'armée de Catalogne en 1654, avec laquelle il participe au siège de Puycerda. Il rentre en France en 1659 et est licencié le 20 juillet 1660.
- Régiment de Varennes-Gournay (1695-1698)

Ce régiment est levé le 29 novembre 1695 par Joseph-Alexandre de Nagu, marquis de Varennes-Gournay,. Engagé dans la guerre de la Ligue d'Augsbourg, il sert à l'armée de la Meuse. Il est réformé le 30 décembre 1698.
- Régiment de Varennes (1702-1703)

Le régiment est levé le 7 mai 1702 par Joseph-Alexandre de Nagu, marquis de Varennes,. Engagé dans la guerre de Succession d'Espagne il sert à l'armée de la Moselle et participe à la prise de Saint-Wendel en 1703. Il prend le nom de régiment d'Antragues le 13 mai 1703 après avoir été donné à Victor de Montvalat, marquis d'Antragues.
- Régiment de Varennes-Gournay' également appelé régiment de Gournay

C'est l'ancien régiment d'Aubusson, qui est renommé « régiment de Varennes-Gournay » après avoir été donné le 11 janvier 1708 à Jean-Baptiste de Varennes-Gournay. Engagé dans la guerre de Succession d'Espagne, il sert toujours dans les garnisons. Il est licencié en 1714.
- Régiment de Varennes-Kergoson

C'est l'ancien régiment d'Angennes, qui est renommé « régiment de Varennes-Kergoson » après avoir été donné le 27 janvier 1711 à François, chevalier de Varennes-Kergoson. Engagé dans la guerre de Succession d'Espagne il est licencié en 1714 après la paix.
- Régiment de Vasières

C'est l'ancien régiment de Briouze, qui prend le nom de « régiment de Vasières » en 1713 après avoir été donné à N. des Vasières. Engagé dans la guerre de Succession d'Espagne, il sert en Catalogne et participe au siège de Barcelone en 1714. Il est licencié en 1715, après la paix.
- Régiment de Vassan

C'est l'ancien régiment de La Houssaye, qui est renommé « régiment de Vassan » après avoir été donné le 8 avril 1706 à Charles, marquis de Vassan. Engagé dans la guerre de Succession d'Espagne, il est incorporé le 31 décembre 1713 dans le régiment Royal.
- Régiment de Vastan (1569-1570)

C'est un régiment, levé en Berry le 21 janvier 1569, dans le cadre de la troisième guerre de Religion, par N. de Vastan. En 1569, il participe à la bataille de Moncontour et est licencié le 8 août 1570 à la paix de Saint-Germain-en-Laye.

Régiment de Vastan (1748-1761)
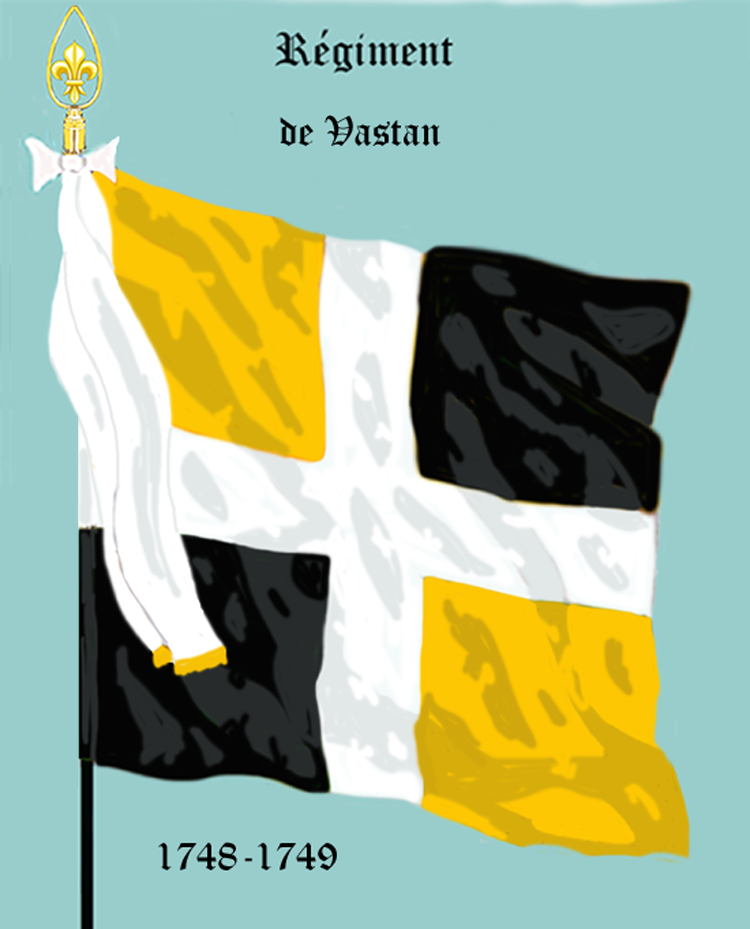
de 1748 à 1749

C'est l'ancien régiment de Gensac (1745-1748), qui est renommé « régiment de Vastan » le 1er janvier 1748 et qui prend le nom de régiment de Bouillé le 5 novembre 1761. Le 10 février 1749, le régiment reçoit l'incorporation du régiment de Luxembourg.
- Régiment de Vastan (1748-1761)
- de 1748 à 1749

- Régiment de Vatimont

Ce régiment est levé le 20 mai 1645, par N. de Vatimont pour tenir garnison à Saint-Mihiel. Il est licencié en 1646.
- Régiment de Vaubécourt (1589-1598) 

Ce régiment qui est amené en 1589, par Henri de Nettancourt, comte de Vaubecourt. Il est licencié en 1598.

Régiment de Vaubécourt (1606-1695)
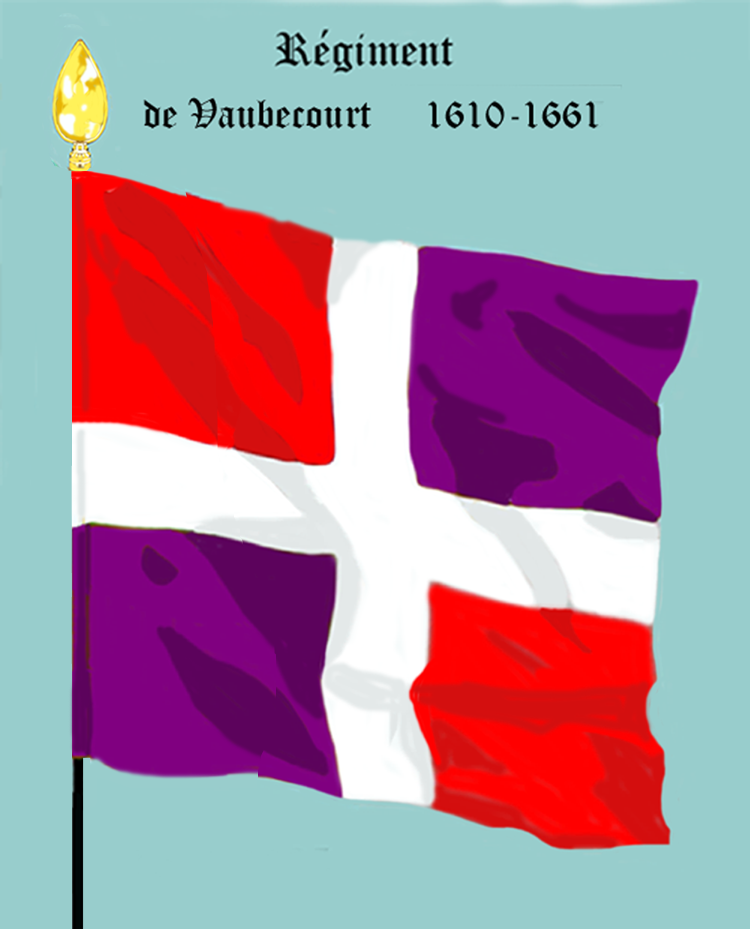
de 1610 à 1661

Ce régiment qui est amené en avril 1606, par Jean V de Nettancourt, comte de Vaubecourt est renommé régiment d'Entragues en 1646. Après avoir été renommé régiment de Bandeville en 1669 il reprend le nom de régiment de Vaubécourt en 1677 puis devient le régiment de Nettancourt en 1695.
- Régiment de Vaubécourt (1606-1695)
- de 1610 à 1661

- Régiment de Vaubécourt (1755-1762)

C'est l'ancien régiment de Joyeuse (1751-1755), qui est renommé « régiment de Vaubécourt » le 15 juillet 1755 et qui prend le titre de régiment d'Aunis le 10 décembre 1762.

Régiment de Vaubécourt (1755-1762)
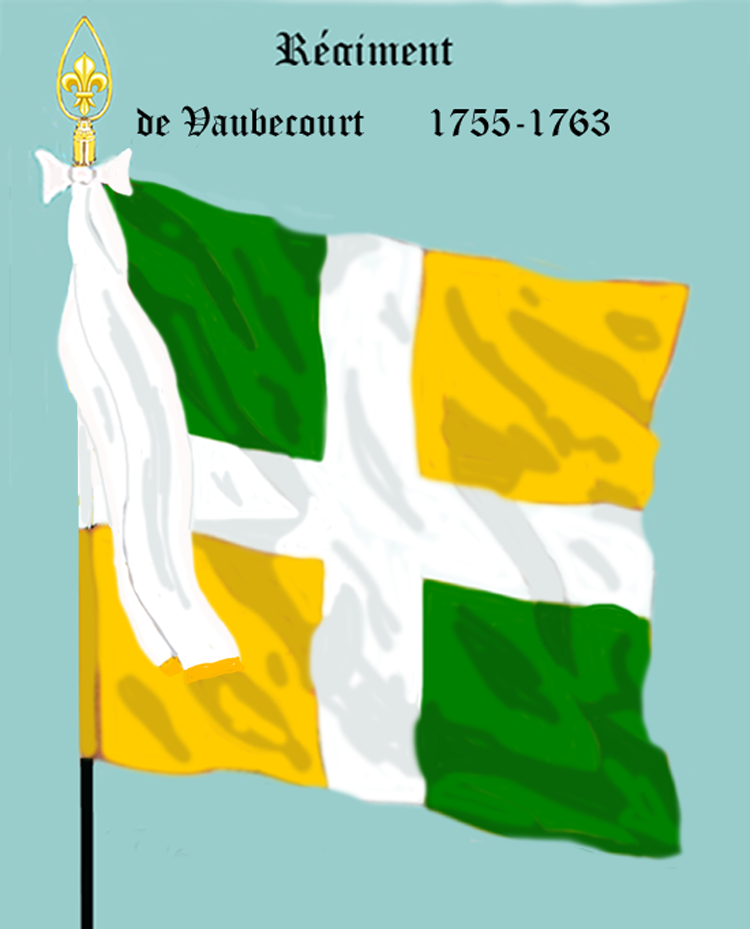
de 1755 à 1762

- Régiment de Vauchonville

Ce régiment est levé le 22 janvier 1596, dans le cadre de la huitième guerre de Religion par N. de Vauchonville. Il sert pour la réduction de Marseille puis il est licencié la même année.
- Régiment de Vaudargent 

C'est un régiment ligueur, levé en janvier 1589, dans le cadre de la huitième guerre de Religion, par N. de Vaudargent. En 1589, il participe à la défense de Paris et en 1590 à la défense de Saint-Denis. En 1591, il est envoyé dans le Berry et assiège Aubigny et est licencié à la fin de la campagne.
- Régiment de Vaudémont 

Ce régiment, lorrain, est levé le 16 septembre 1616, par François de Lorraine, comte de Vaudémont. Il est renommé régiment de Joinville en 1624.
- Régiment de Vaudreuil (1702-1706)

Ce régiment est levé le 10 décembre 1702 par N. de Vaudreuil. Engagé dans la guerre de Succession d'Espagne il sert dans l'armée de Flandre. Il prend le nom de régiment de Brancas après avoir été donné le 11 février 1706 à Henri-Antoine-Thomas, chevalier de Brancas de Courbons.

Régiment de Vaudreuil (1704-1706)
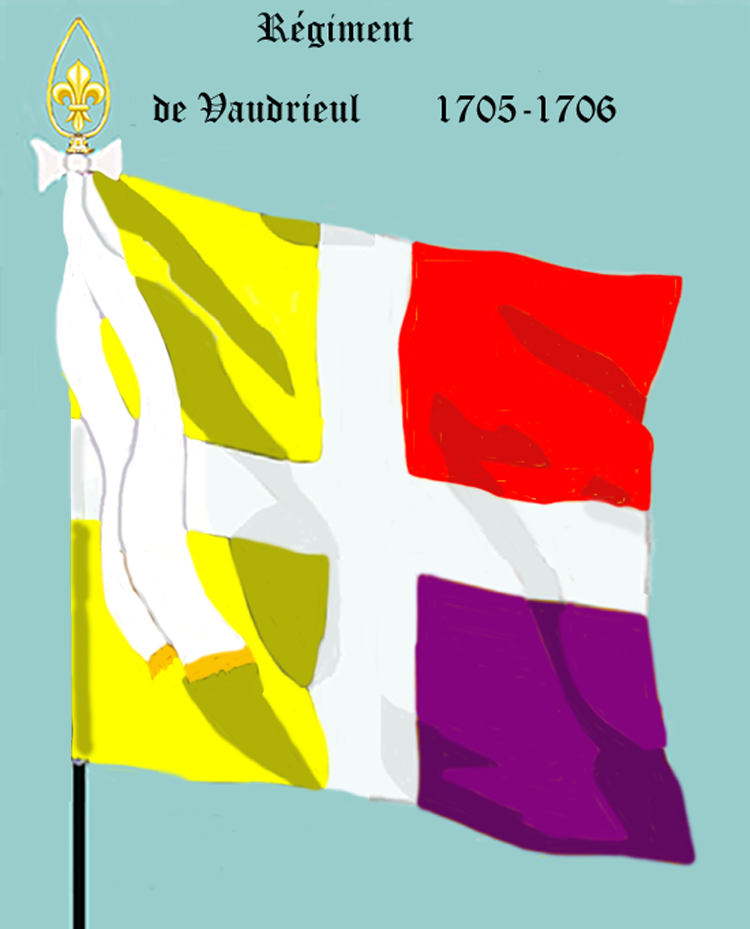
de 1704 à 1706

C'est l'ancien régiment de Montsoreau (1692-1704), qui est renommé « régiment de Vaudreuil » le 26 octobre 1704 et qui prend le nom de régiment de Sourches (1706-1718) le 5 septembre 1706.
- Régiment de Vaudreuil (1704-1706)
- de 1704 à 1706

- Régiment de Vaugrenan

Le régiment est formé 1er janvier 1689 des milices de Franche-Comté, par N. de Vaugrenan. Dans le cadre de la guerre de la Ligue d'Augsbourg, il sert sur les Alpes. Il est licencié le 16 mai 1698.
- Régiment de Vaujours 

C'est l'ancien régiment de La Vallière (1727-1741), qui est renommé « régiment de Vaujours » en février 1732. Dans le cadre de la guerre de Succession de Pologne, il participe au siège de Kehl en 1733, au siège de Philippsbourg en 1734 et à la bataille de Clausen en 1735. Il reprend le nom de régiment de La Vallière (1727-1741) en août 1739.

Régiment de Vendôme
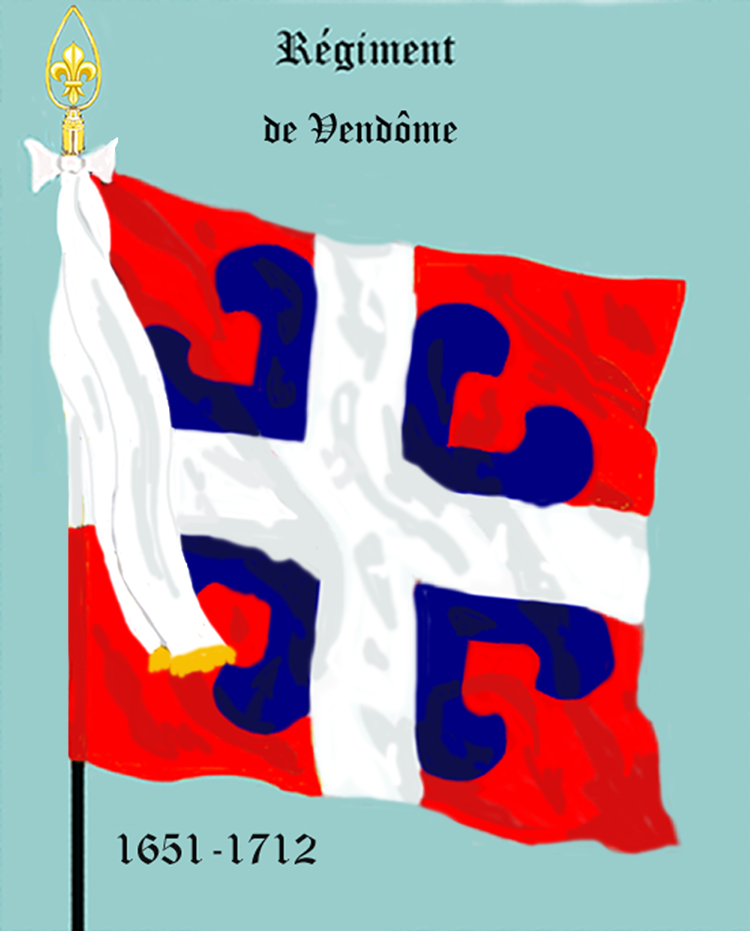
de 1651 à 1712
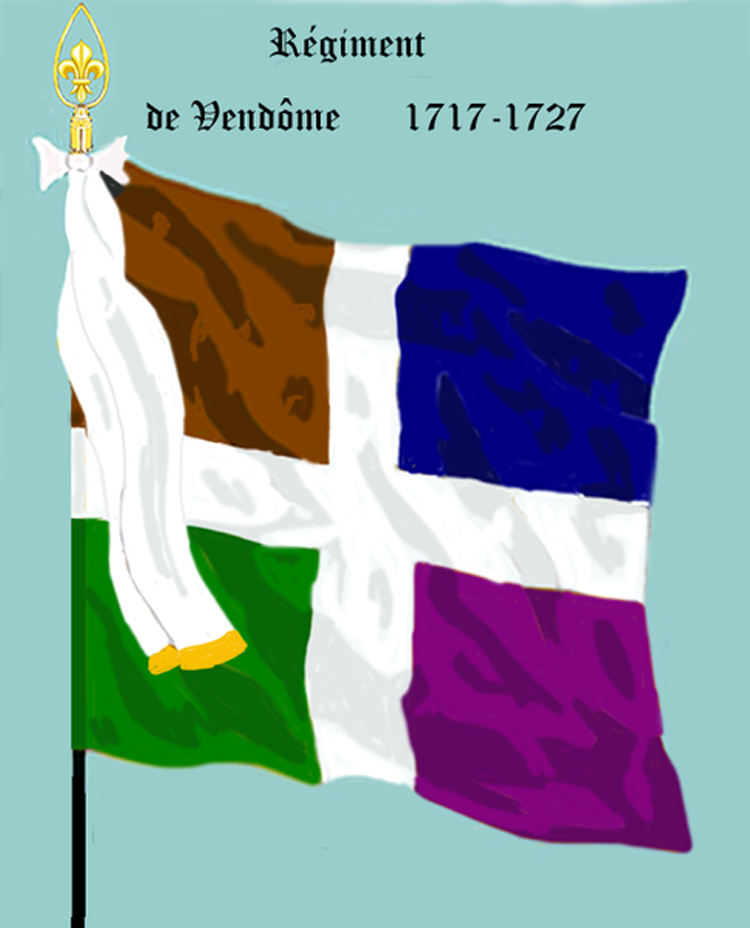
de 1717 à 1727

Ce régiment est levé le 25 février 1651 par César, duc de Vendôme. Le 12 avril 1661 il reçoit l'incorporation du régiment de Mercoeur. Il prend le titre de régiment de Berry (1712-1714) en 1712 puis celui de régiment de Barrois en 1714, avant de reprendre le nom de « régiment de Vendôme » en 1717 puis celui de régiment d'Ourouer en 1726.
- Régiment de Vendôme
- de 1651 à 1712
- de 1717 à 1727

- Régiment de Ventadour

Ce régiment est levé le 17 juin 1625, par Henri de Lévis, duc de Ventadour. Il sert en Languedoc et est réformé en 1631. Rétabli en 1637, il sert en Guyenne. Une partie du régiment, passée en 1639 en Picardie, fait le siège d'Hesdin tandis que la partie restée dans le midi marche au secours de Salses. Le régiment réuni fait la campagne de 1642 et les suivantes en Catalogne. Le régiment est licencié en 1645.
- Régiment de Verderonne

Le régiment est levé le 4 septembre 1636 par N. de Verderonne dans le cadre de la guerre de Trente Ans. Il sert en Bourgogne et est licencié en 1637.
- Régiment de Verdun (1592-1598)

Ce régiment est levé le 1er janvier 1592 dans le cadre la huitième guerre de Religion, par Nicolas de Verdun. Le régiment participe à la défense de Rouen et est licencié en 1593. Rétabli le 6 mars 1597, il est licencié le 6 mai 1598 après la paix de Vervins.
- Régiment de Verdun (1771-1775)

C'est un régiment provincial qui est créé par ordonnance du 4 août 1771, en remplacement des milices provinciales. Ce régiment est formé des bataillons de Metz et de Verdun sous le commandement de Jean Georges Louis Emmanuel comte de Gournay-Duc. Le régiment est supprimé par ordonnance du 15 décembre 1775 qui fait disparaître les troupes provinciales.
- Régiment de Vermandois

C'est l'ancien régiment de l'Amiral de France également appelé régiment de l'Amiral, qui prend le nom de « régiment de Vermandois » en 1671. Le 14 novembre 1691 une compagnie est tirée du « régiment de Vermandois » pour former le régiment de Chartres. Par ordonnance du 30 janvier 1778, la compagnie de grenadiers du bataillon de garnison du régiment forme le régiment des grenadiers royaux de la Picardie. Le « régiment de Vermandois » est devenu depuis la Révolution le 61e régiment d'infanterie de ligne.

Régiment de Vermandois
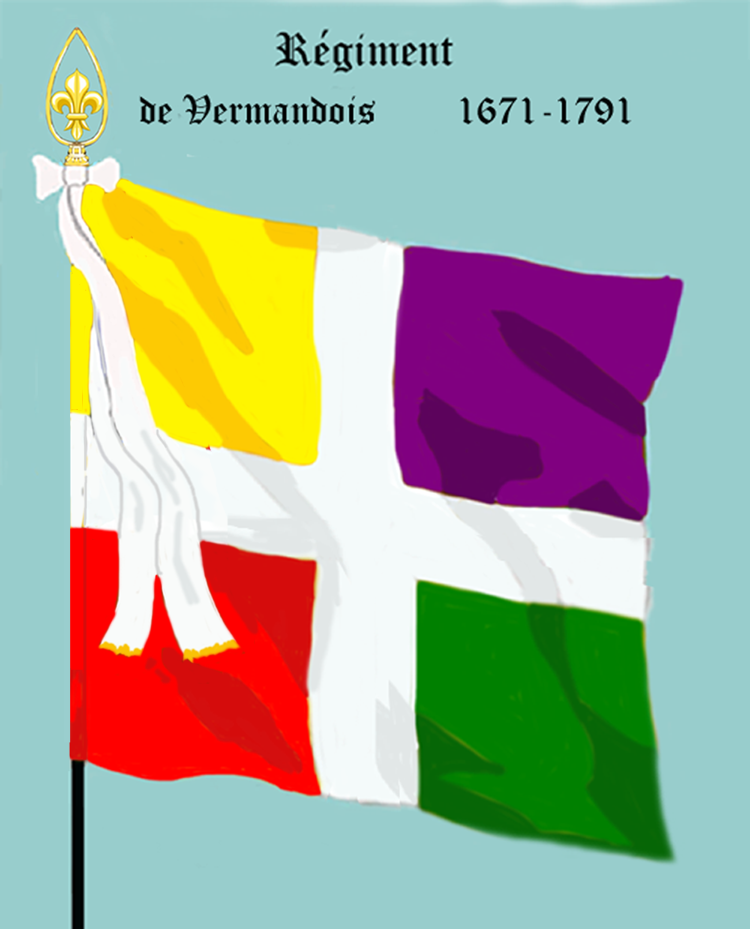
de 1671 à 1791

- Régiment de Vernancourt 

Ce régiment liégeois est levé le 22 août 1634, par N. de Vernancourt dans le cadre de la guerre de Trente Ans. En 1636, il fait partie des troupes envoyées au secours de Corbie, puis il sert les années suivantes en Lorraine et sur le Rhin. Il est licencié en 1639.
- Régiment de Vernatel

Le régiment est levé le 16 décembre 1635 par N. de Vernatel dans le cadre de la guerre de Trente Ans. Affecté à l'armée d'Italie, il participe à l'expédition des présides de Toscane en 1646. Il est licencié en 1646.
- Régiment de Verseilles

C'est l'ancien régiment de Desmarets (1702-1709), qui prend le nom de « régiment de Verseilles » après avoir été donné en 1709 à N. de Verseilles. Engagé dans la guerre de Succession d'Espagne, il reste dans les garnisons de Flandre. Il est licencié en 1714 après la paix.
- Régiment de Verteillac

Le régiment est levé en octobre 1635 par N. de La Brousse de Verteillac dans le cadre de la guerre de Trente Ans. En 1636, il participe à la prise de Porrentruy puis l'année suivante il est envoyé au secours de Leutate avant d'être licencié la même année.
- Régiment de Vervins

Le régiment est levé le 24 janvier 1632 par N. de Comminges, marquis de Vervins pour participer à la guerre de Trente Ans. En 1632, il sert en Languedoc puis à la conquête de la Lorraine en 1633. Mis en garnison à Trèves en 1634 il est affecté à l'armée d'Allemagne en 1637 puis à l'armée de Picardie en 1639 avec laquelle il est engagé au siège d'Arras en 1640 et à la bataille de Rocroi en 1643. Il rejoint l'armée de Catalogne en 1644 et se trouve au siège de Tarragone. En 1646 il prend le nom de régiment d'Estrées après avoir été donné à Jean, comte d'Estrées avec lequel il rejoint l'armée de Picardie et participe au siège de Courtrai. Donné en 1647 à Louis de Comminges, marquis de Vervins, il reprend le nom de régiment de Vervins et participe au siège de Valenciennes en 1656 et à la prise d'Audenarde en 1658. Il est licencié en décembre 1658.
- Régiment de Vesins

C'est un régiment, levé le 21 janvier 1569, dans le cadre de la troisième guerre de Religion, par N. de Vesins. En 1569, il participe à la bataille de Moncontour et est licencié le 8 août 1570 à la paix de Saint-Germain-en-Laye.
- Régiment de Vesoul

C'est un régiment provincial qui est créé par ordonnance du 4 août 1771, en remplacement des milices provinciales. Ce régiment est formé des bataillons de Vesoul et d'Ornans sous le commandement de Olivier Alexis comte de Locmaria. Le régiment est supprimé par ordonnance du 15 décembre 1775 qui fait disparaître les troupes provinciales.
- Régiment de Vexin (1684-1749)

Ce régiment est créé sous ce titre, le 21 septembre 1684, dans le cadre de la guerre de la Ligue d’Augsbourg et donné à Pierre d'Hautefort, comte de Montignac. Affecté à l'armée des Alpes en 1689, il participe à la bataille de Staffarde en 1690, avant de passer à l'armée de Flandre, avec laquelle il se trouve au siège de Namur en 1692. Il rejoint l'armée des Alpes de 1693 à 1696 puis revenu à l'armée de Flandre, il assiste au siège d'Ath en 1697. Toujours en affectation à l'armée de Flandre, il est donné le 18 janvier 1703 à Jacques Berbier du Metz d'Espinay pour participer à la guerre de Succession d'Espagne. Il se trouve engagé à la bataille d'Ekeren en 1703, puis il rejoint l'armée des Alpes en 1704 avec laquelle il prend part à la Prise de Chivasso et à la bataille de Cassano en 1705, au siège de Turin et à la bataille de Castiglione en 1706, à la défense de Toulon en 1707. Muté à l'armée de Dauphiné en 1708, il rejoint l'armée de Flandre, avec laquelle il se trouve à la bataille de Malplaquet en 1709, au combat d'Arleux en 1711, à la bataille de Denain, et aux sièges de Douai, du Quesnoy et de Bouchain en 1712. Donné en septembre 1722 à Louis de Rougé, marquis du Plessis-Bellière, il se trouve au camp de la Saône en 1727. Dans le cadre de la guerre de Succession de Pologne, il est donné le 9 juillet 1732 à Jean-Charles de Mesgrigny, comte d'Aunay qui passe avec le régiment en Italie par mer en novembre 1734 et participe aux prises de Guastalla, de Reggiolo et de Revere en 1735 et rentre en France en septembre 1736. Donné le 1er mars 1738 à Jacques-François-Maxime de Chastenet, marquis de Puységur, il rejoint, dans le cadre de la guerre de Succession d'Autriche, l'armée de Flandre en 1742 puis l'armée du Bas-Rhin avec laquelle il assiste à la bataille de Dettingen en 1743. Il retourne à l'armée de Flandre en 1744 puis à l'armée du Rhin en 1745 et rejoint l'armée de la Meuse, avec laquelle il participe au siège de Namur, bataille de Rocoux en 1746, à la bataille de Lauffeld en 1747, au siège de Maastricht en 1616. Après le traité d'Aix-la-Chapelle, le régiment est donné, le 1er février 1749, à Louis-Pierre de Chastenet, comte de Puységur puis il est incorporé le 10 février 1749, la compagnie des grenadiers dans le régiment des Grenadiers de France, et les compagnies factionnaires dans le régiment de Vermandois. Le régiment de Vexin avait six drapeaux : ceux d'ordonnance étaient noirs et jaunes dans chaque carré, ces couleurs séparées par une diagonale dentelée. Ce régiment portait habit complet gris-blanc, avec parements bleus, boutons et galon de chapeau d'or.

Régiment de Vexin
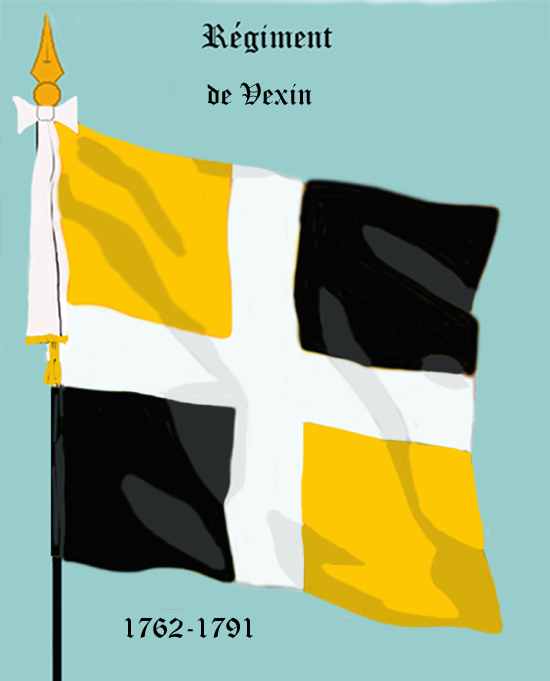
de 1762 à 1791

C'est l'ancien régiment de Bouillé, qui prend le titre de « régiment de Vexin » le 10 décembre 1762. Un bataillon du régiment qui se trouvait aux Antilles est amalgamé, le 18 août 1772, avec des détachements des régiments de Bouillon, de Périgord, de Médoc, de Limousin et royal Vaisseaux pour former les régiments de la Martinique et de la Guadeloupe. Par ordonnance du 30 janvier 1778, la compagnie de grenadiers du bataillon de garnison du régiment forme le régiment des grenadiers royaux de la Normandie. Le « régiment de Vexin » est devenu depuis la Révolution le 72e régiment d'infanterie de ligne.
- Régiment de Vexin
- de 1762 à 1791

- Régiment de Vibrac

Ce régiment est levé en 1591, dans le cadre la huitième guerre de Religion, par N. de Vibrac pour le siège de Mirebeau. Il est licencié en Saintonge en 1595.
- Régiment de Vibraye

Le régiment est levé le 3 mars 1622 par N. de Vibraye pour participer à la répression de la première rébellion huguenote. Il se trouve aux sièges de Sainte-Foy et de Saint-Antonin puis il est licencié le 14 février 1623 après la paix de Montpellier.
- Régiment du Vidame d'Amiens (1622-1649)

Le régiment est levé le 3 mars 1622 par Henri Louis d'Albert d'Ailly, vidame d'Amiens. Réformé le 14 février 1623, il est rétabli le 17 janvier 1625 puis de nouveau réformé en mai 1626. Il est de nouveau rétabli le 8 juillet 1631 pour tenir garnison à Amiens. En 1639, pendant la guerre franco-espagnole, il est envoyé secours de Mouzon puis il participe l'année suivante à la prise d'Arras. En 1641, il est engagé aux sièges d'Aire-sur-la-Lys, de la Bassée et de Bapaume puis en 1643 à la bataille de Rocroi et au siège de Thionville. En 1644, il participe au siège de Gravelines, en 1647 au siège de Lens et en 1648 à la bataille de Lens et au sièges d'Ypres et de Furnes. Le régiment est licencié en 1649.
- Régiment du Vidame d'Amiens (1622-1649)

Ce régiment est levé le 19 novembre 1695 et formé le 23 décembre 1695 d'un bataillon du régiment de Normandie, pour Louis-Auguste d'Albert d'Ailly, vidame d'Amiens. Engagé dans la guerre de la Ligue d'Augsbourg, il sert à l'armée de Flandre et participe à au siège d'Ath. Il est réformé le 30 décembre 1698, après le traité de Ryswick.
- Régiment de Vieillevigne

C'est l'ancien régiment de Bragny, qui est renommé « régiment de Vieillevigne » après avoir été donné en 1707 à N. de Crux de Vieillevigne. Engagé dans la guerre de Succession d'Espagne il prend le nom de régiment de Grandlieu après avoir été donné en 1708 à N. de Crux de Grandlieu.
- Régiment de Viennois

Le « régiment de Viennois » est formé sous ce titre, par ordonnance royale du 26 avril 1775, avec les 2e et 4e bataillons du régiment de Guyenne. Il est engagé dans la guerre d'indépendance des États-Unis et guerre franco-anglaise. Par ordonnance du 30 janvier 1778, une compagnie du régiment forme le régiment des grenadiers royaux du Quercy. Le régiment de Viennois est devenu depuis la Révolution le 22e régiment d'infanterie de ligne.
.

Régiment de Viennois
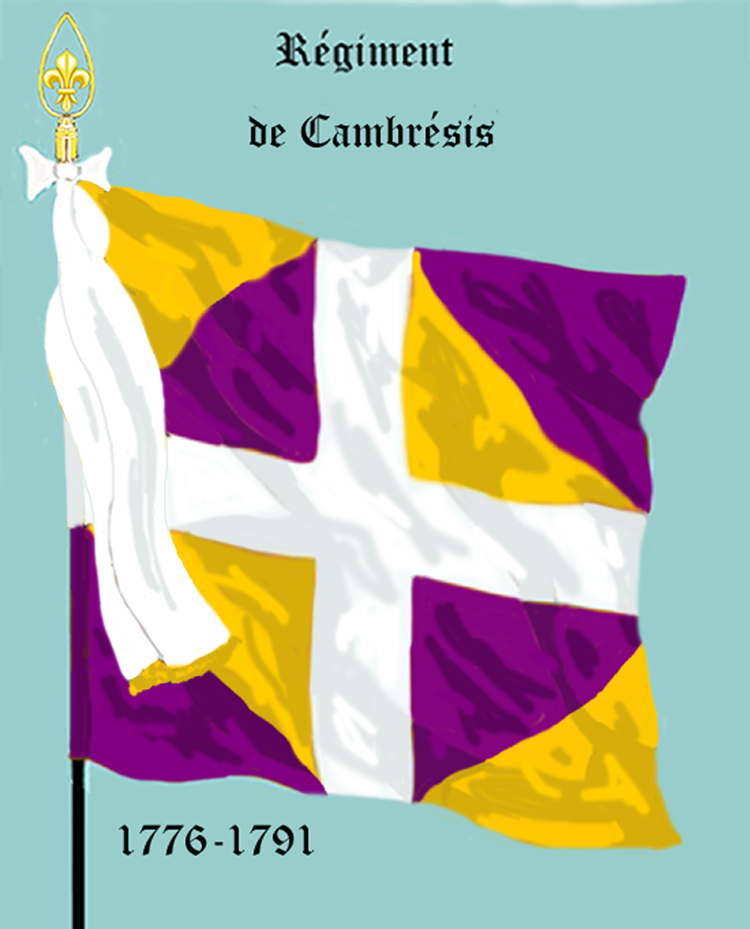
de 1776 à 1791

- Régiment de Vienne

Le régiment est levé en octobre 1635 par N. de Vienne dans le cadre de la guerre de Trente Ans. Il sert en Lorraine puis il est licencié le 22 juin 1636.
- Régiment de Vierville

Le régiment est levé en octobre 1635 par N. de Vierville dans le cadre de la guerre de Trente Ans. En 1636, il participe à la prise de Porrentruy puis il est licencié le 22 juin de la même année.
- Régiment de Vierzet (1673-1678) 

Ce régiment wallon est levé en juillet 1673 par N. baron de Vierzet dans le cadre de la guerre de Hollande. Affecté à l'armée des Pays-Bas, il est mis en garnison à Maastricht et participe à la défense de cette place en 1676. Il rejoint l'armée de Catalogne en 1676 et assiste à la prise de Puycerda en 1678 et est licencié après la campagne.
- Régiment de Vierzet (1757-1762) 

Ce régiment liégeois est levé le 25 mars 1757 par N., baron de Vierzet. Engagé dans la guerre de Sept Ans il sert dans l'armée d'Allemagne et passe au service de l'Autriche le 25 novembre 1762. Habit, veste, culotte et doublures blancs; parements et revers bleus; boutons jaunes, sept sur chaque revers, quatre sur la manche, quatre sous le revers de droite, quatre sur la poche coupée en travers; chapeau bordé d'or.
- Régiment du Vigean

Ce régiment est levé le 6 juillet 1632, dans le cadre de la guerre de Trente Ans par François Poussart du Vigean. Il participe à la conquête de la Lorraine et se porte au secours de Corbie en 1636. Il rejoint l'armée de Guyenne en 1637 et est licencié en 1638.
- Régiment de Vigier (1740-1756) 

C'est l'ancien régiment de Tschudy (1737-1740), qui est renommé « régiment de Vigier » le 16 mai 1740 et qui prend le nom de régiment de Castellas le 14 mars 1756.

Régiment de Vigier (1740-1756)
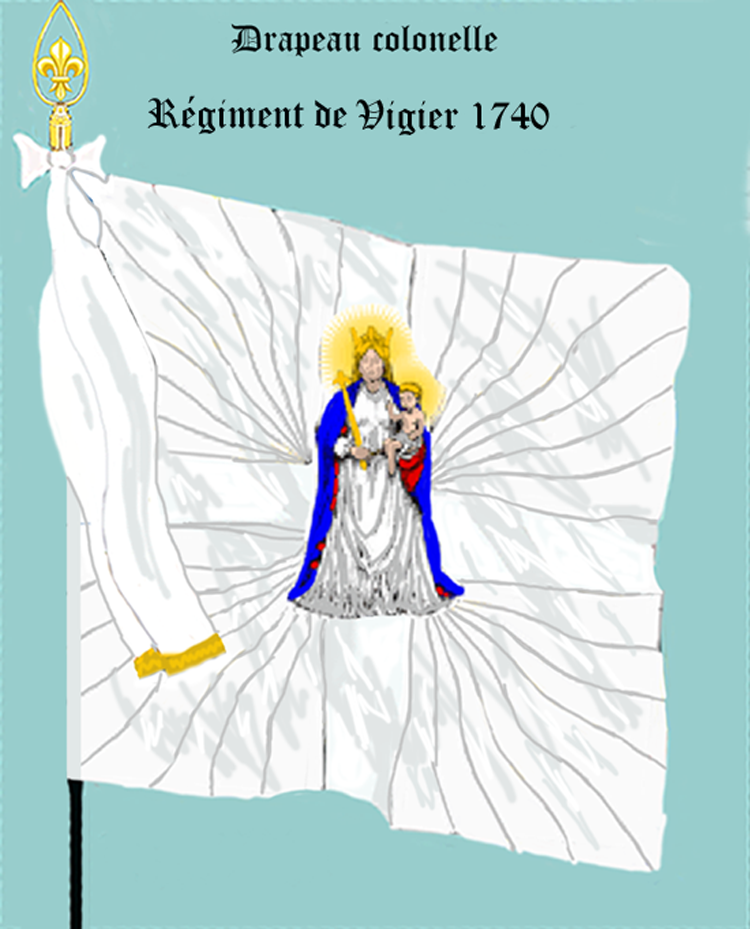
drapeau colonel 1740
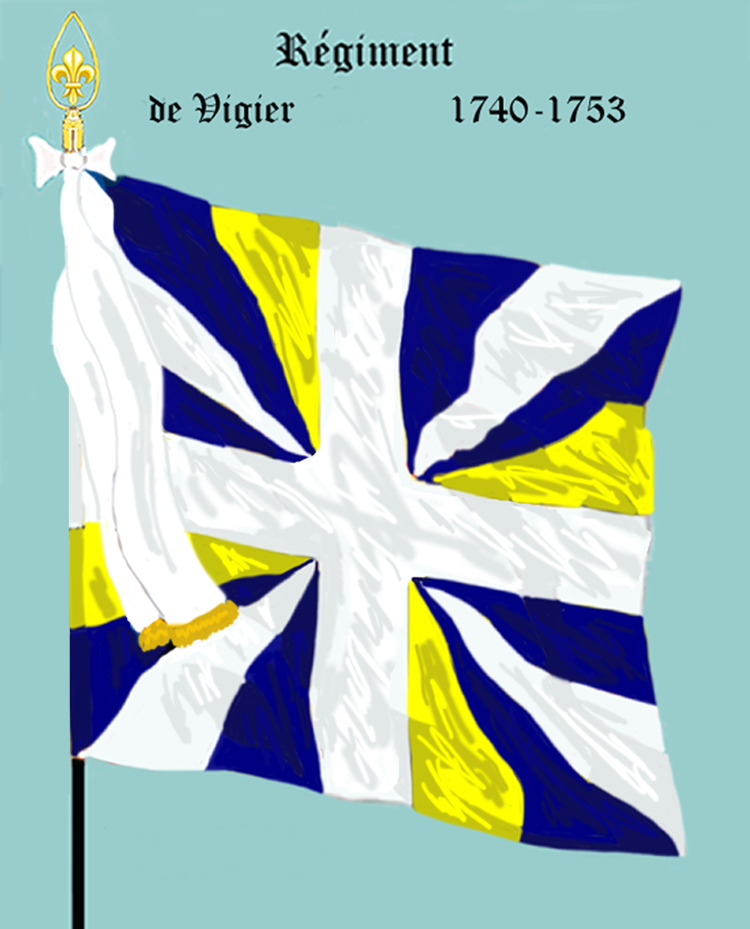
de 1740 à 1753
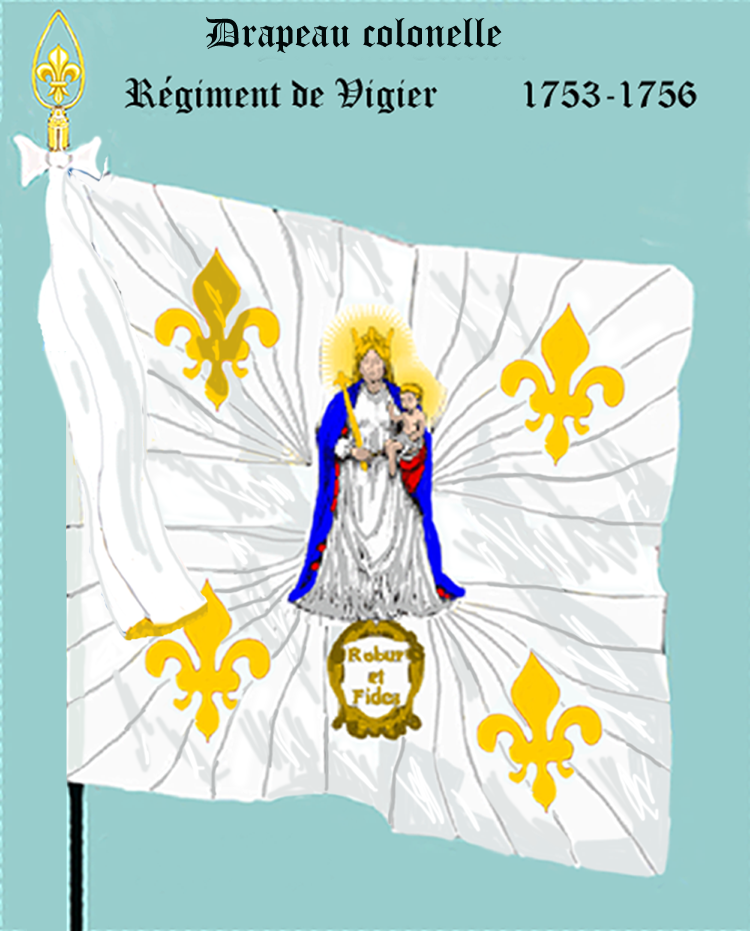
drapeau colonel 1753
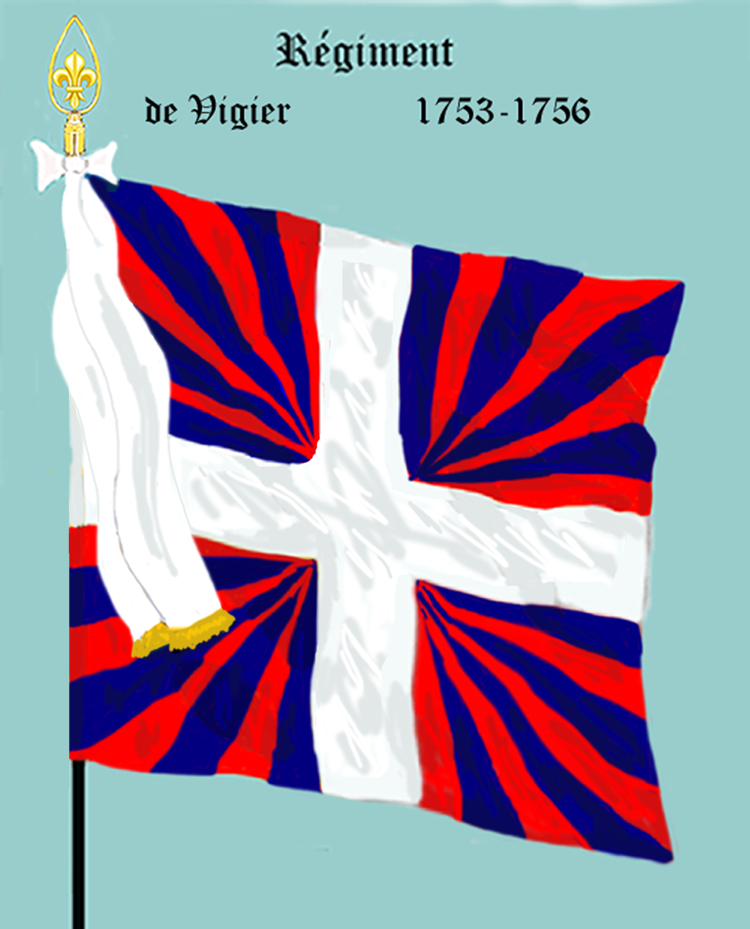
de 1753 à 1756

- Régiment de Vigier (1702-1708) 

Ce régiment suisse est levé le 15 septembre 1702 par N. Vigier de Steinbrugg. Engagé dans la guerre de Succession d'Espagne il est mis en garnison à Trèves puis il sert à l'armée de Flandre en 1707. Il prend le nom de régiment de Tiester après avoir été donné en 1708 à N. Tiester.

Régiment de Vigier
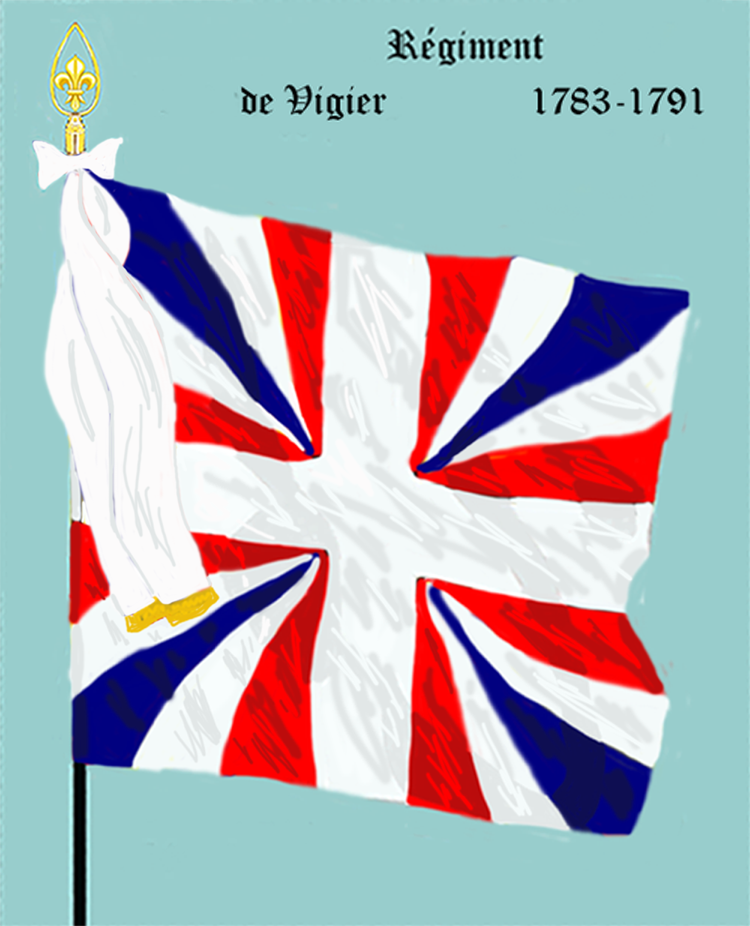
de 1783 à 1791

C'est l'ancien régiment de Waldner, qui est renommé « régiment de Vigier » en 1783 et qui est devenu depuis la Révolution le 69e régiment d'infanterie de ligne.
- Régiment de Vigier
- de 1783 à 1791

- Régiment de Vignolles 

C'est un régiment protestant, levé le 20 avril 1589, dans le cadre de la huitième guerre de Religion, par Bertrand, marquis de Vignolles La Hire. En 1589 il se trouve au siège de Paris, puis l'année suivante à la bataille d'Ivry et à l'attaque de Paris. En 1591 il participe aux sièges de Chartres et de Rouen et en 1592 à la prise d'Épernay ou il y reste en garnison. En 1594 il est présent au siège de Laon et à la prise de Moreuil. Le régiment est licencié le 6 mai 1598 après la paix de Vervins.
- Régiment de Vignory

Le régiment est levé en 1628, dans le cadre de la guerre de Trente Ans, par N. de Vignory. Il sert en Piémont et est licencié en 1629.
- Régiment de Villars

Le régiment est formé 1er janvier 1689 des milices de Moulins, par le marquis de Villars. Dans le cadre de la guerre de la Ligue d'Augsbourg, il rejoint l'armée de Flandre, avec laquelle il se trouve à la bataille de Neerwinden en 1693, puis l'armée des Alpes en 1694 avec laquelle il participe au siège de Valenza en 1696. Il est licencié le 26 octobre 1698.
- Régiment de Villandry

C'est l'ancien régiment de Bellenave, qui est renommé « régiment de Villandry » en 1638 et qui prend le nom de régiment de Poudenx (1642-1645) en 1642.

Régiment de Villars-Chandieu
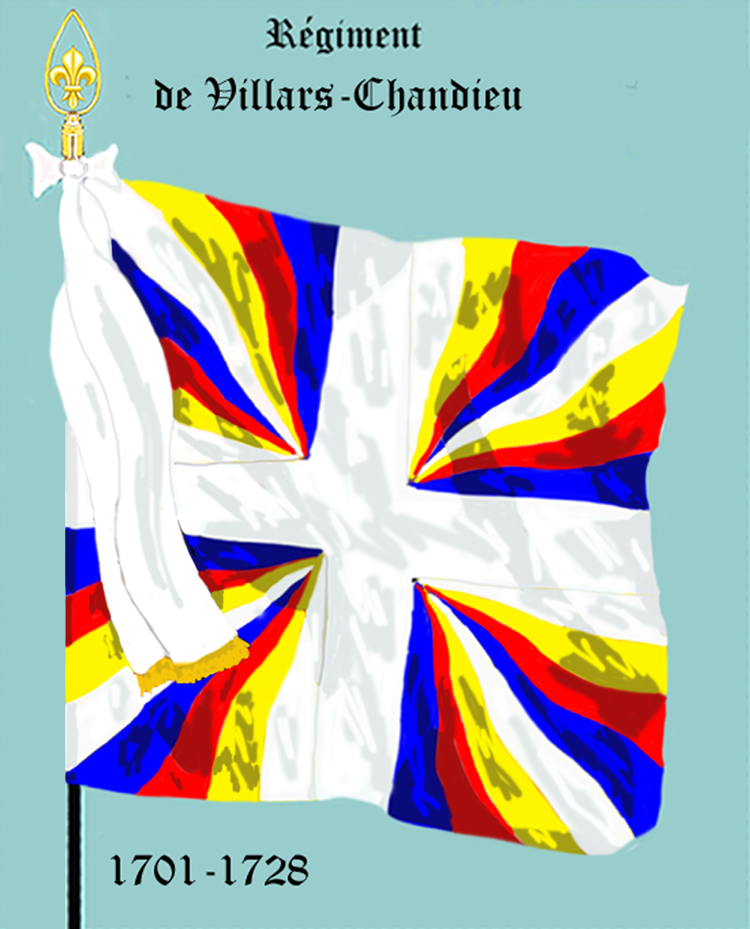
de 1701 à 1728

C'est l'ancien régiment de Manuel, qui est renommé « régiment de Villars-Chandieu » le 17 janvier 1701 et qui prend le nom de régiment de May le 9 mai 1728.
- Régiment de Villars-Chandieu
- de 1701 à 1728

- Régiment de Ville 

Ce régiment piémontais est levé le 12 avril 1644 par Giron François, marquis de Ville, et formé avec les débris du régiment du Cardinal de Valençay au service du Pape. Affecté à l'armée d'Italie, il participe à la prise de Vigevano, au combat de la Mora en 1645, au siège de Crémone en 1647, et à la bataille de Crémone en 1648. Il rejoint l'armée de Bourgogne en 1650 puis retourne la même année en Italie. Il se trouve au combat de La Roquette en 1653, au siège de Pavie en 1654, au siège de Valenza en 1656, au siège d'Alexandrie en 1657 et au siège de Mortare en 1658. Il est licencié le 20 juillet 1660.
- Régiment de la Ville de Paris (1763-1771)

Ce régiment est créé le 1er mars 1763 pour le service particulier de la capitale. Son uniforme était entièrement blanc. Ce régiment est ensuite compris à partir du 4 août 1771 dans les troupes provinciales.
- Régiment de la Ville de Paris (1771-1775)

C'est un régiment provincial qui est créé par ordonnance du 4 août 1771, en remplacement des milices provinciales. Ce régiment est formé du bataillon de la Ville de Paris sous le commandement du marquis de Saint-Laurent. Le régiment est supprimé par ordonnance du 15 décembre 1775 qui fait disparaître les troupes provinciales.
- Régiment de la Ville de Paris (1778-1789)

C'est un régiment provincial qui est créé par l'ordonnance du 30 janvier 1778. Ce régiment est formé de deux bataillons de Paris sous le commandement des colonels, marquis de Saint-Laurent en 1778, comte de La Bourdonnaye en 1784, comte de Tramain en 1788. Ce régiment avait dans ses attributions une partie du service de la police municipale, la garde des théâtres et établissements publics. Les Troupes provinciales sont licenciées par l'Assemblée nationale le 30 septembre 1789.
- Régiment de Villefort

Ce régiment est levé le 2 novembre 1695 par Louis-François d'Ysarn, chevalier de Villefort. Engagé dans la guerre de la Ligue d'Augsbourg, il est affecté à l'armée de la Meuse. Il est incorporé le 30 décembre 1698, après la paix, dans le régiment de Boulonnais.
- Régiment de Villelongue

Le régiment est levé le 4 février 1706 par N. de Villelongue. Engagé dans la guerre de Succession d'Espagne il sert dans les garnisons. Il prend le nom de régiment de Montreau après avoir été donné en 1710 à N. de Montreau.
- Régiment de Villeluisant

Le régiment est levé, en mai 1585, par Louis Hurault de Villeluisant, dans le cadre de la huitième guerre de Religion. En 1585, il participe au combat d'Angers, en 1586 à la défense de Saint-Maixent, en 1587 à la défense de Fontenay-le-Comte. Louis Hurault de Villeluisant ayant été assassiné, il est remplacé par Arnaud de Beauville de Lestelle qui donne son nom au régiment.
- Régiment Villemain 

C'est un régiment ligueur, levé en janvier 1589, dans le cadre de la huitième guerre de Religion, par le capitaine Villemain. En 1589, il participe à la défense de Paris et est licencié la même année.
- Régiment de Villemort (1696-1698)

C'est l'ancien régiment de Marillac (1695-1696), qui est renommé « régiment de Villemort » le 28 avril 1696 après avoir été donné à Robert de Bouëx de Villemort. Engagé dans la guerre de la Ligue d'Augsbourg, il sert à l'armée du Rhin et est réformé le 18 novembre 1698.
- Régiment de Villemort (1702-1713)

Ce régiment est levé le 9 janvier 1702 par Robert de Bouex de Villemort. Engagé dans la guerre de Succession d'Espagne, il se trouve à l'armée de Flandre, puis il passe sur la Moselle en 1705, retourne en Flandre en 1707, participe à la défense de Lille en 1708 et à la défense de Tournai (en) en 1709. Il est incorporé le 31 décembre 1713 dans le régiment de Picardie.
- Régiment de Villeneuve

C'est l'ancien régiment de Cordes (1705-1710), qui prend le nom de « régiment de Villeneuve » en 1710 après avoir été donné à N. de Villeneuve. Engagé dans la guerre de Succession d'Espagne, il sert à l'armée de Dauphiné. Il prend le nom de régiment de Caylus (1710-1715) le 26 janvier 1712 après avoir été donné à Henri-Joseph, comte de Caylus-Rouairoux.
- Régiment de Villenouvet

Le régiment est levé le 7 mai 1702 par N. de Villenouvet. Engagé dans la guerre de Succession d'Espagne il est affecté à l'armée de Moselle. Il prend le nom de régiment de La Fons le 19 janvier 1706 après avoir été donné à N. La Fons.
- Régiment de Villequier (1637-1651)

Le régiment est levé le 20 juin 1637 par Antoine d'Aumont, marquis de Villequier. Engagé dans la guerre de Trente Ans, il sert en Artois puis il est réformé en 1638. Rétabli le 15 janvier 1639, il se trouve au siège d'Hesdin en 1639, au siège d'Arras en 1640, et au siège d'Aire en 1641. Envoyé à l'armée de Roussillon en 1642, il se trouve à l'armée de Picardie en 1645 avec laquelle il participe aux sièges de Courtrai et de Dunkerque en 1646, au siège de Lens en 1647, au siège d'Ypres et à la bataille de Lens en 1648, au siège de Condé en 1649 et au siège et bataille de Rethel en 1650. Il est licencié en 1651.
- Régiment de Villequier (1706-1709)

Le régiment est levé le 3 février 1706par N.de Villequier. Engagé dans la guerre de Succession d'Espagne, il prend le nom de régiment de Le Tellier en 1709 après avoir été donné à N. Le Tellier.
- Régiment de Villerey

Ce régiment est levé le 17 janvier 1595, dans le cadre de la huitième guerre de Religion, par N. de Villerey. Il est détruit à Doullens le 24 juillet de la même année.
- Régiment de Villeroy

Ce régiment levé le 13 novembre 1616, par Nicolas de Neufville, marquis de Villeroy. Il prend le nom de régiment d'Alincourt en 1631.

Régiment de Villeroy
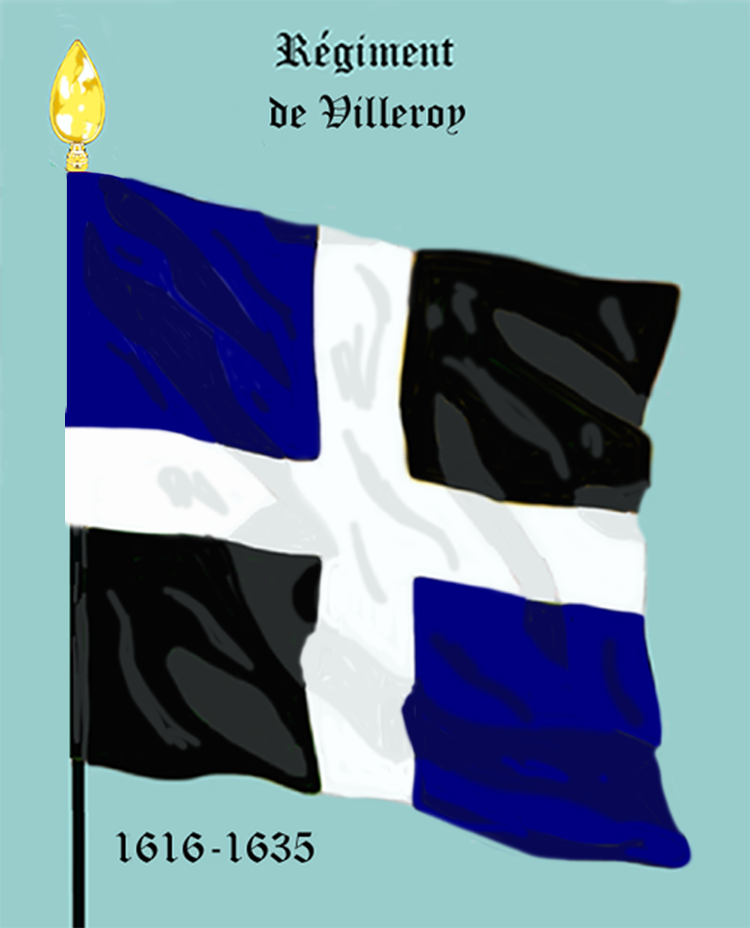
régiment de Villeroy de 1616 à 1631[23].

- Régiment des Villes 

En 1554, durant la dixième guerre d'Italie, le colonel Pelromann-Cléry amène à l'armée de Picardie, un corps suisse qui porte le titre de « régiment des Villes ». Il est congédié la même année.
- Régiment de Villesca 

C'est l'ancien régiment de Machieno, qui est renommé « régiment de Villesca » en 1711 après avoir été donné au colonel N. de Villesca. Engagé dans la guerre de Succession d'Espagne il est licencié en 1712.
- Régiment de Villette

Le régiment est levé le 11 mars 1654 par N. de Villette dans le cadre de la guerre franco-espagnole. Il participe à l'attaque des lignes d'Arras et est licencié la même année.
- Régiment de Villiers

C'est l'ancien régiment de La Garde (1689-1695), qui est renommé « régiment de Villiers » en 1695 après avoir été donné à N. de Villiers. Engagé dans la guerre de la Ligue d'Augsbourg, il se trouve à la défense de Namur, en 1695 puis il rejoint l'armée d'Italie en 1696, et l'armée du Rhin en 1697. Il est licencié le 30 mars 1698.
- Régiment de Vineuil

Le régiment est levé en octobre 1635 par N. de Vineuil dans le cadre de la guerre de Trente Ans. En 1636, il participe à la prise de Porrentruy puis il est licencié le 22 juin de la même année.

Régiment de Vintimille
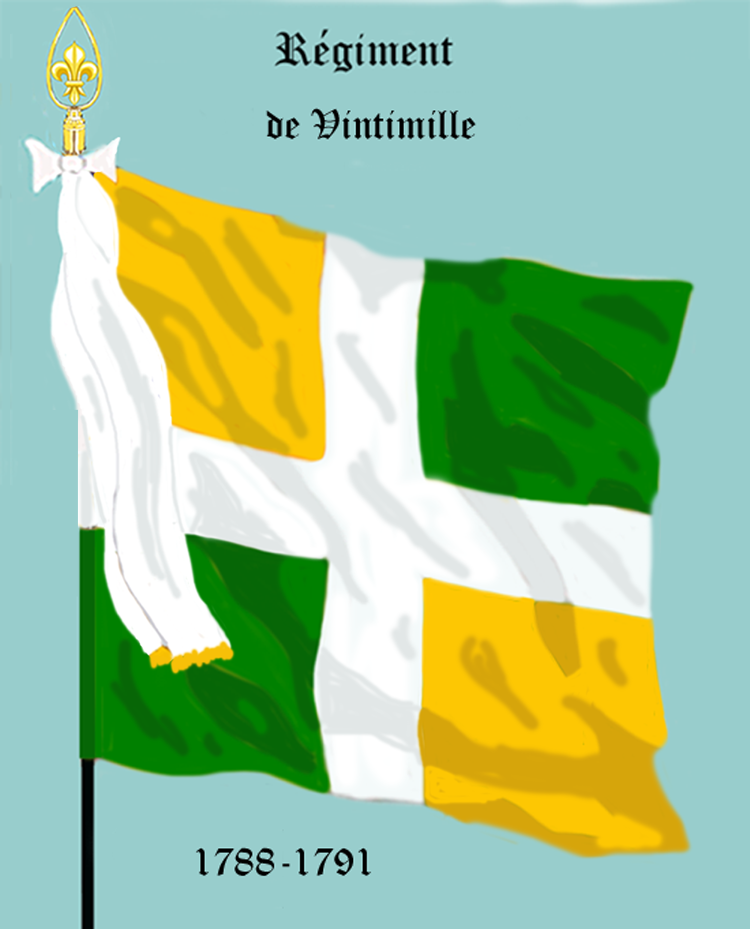
de 1788 à 1791

C'est l'ancien régiment de Berry (1762-1788), qui est renommé « régiment de Vintimille » le 14 mai 1788 et qui est devenu depuis la Révolution le 49e régiment d'infanterie de ligne.
- Régiment de Vintimille
- de 1788 à 1791

- Régiment de Virieu 

C'est un régiment protestant, formé à Alès en septembre 1568, dans le cadre de la troisième guerre de Religion, par N. vicomte de Virieu. Affecté à l'armée dite des Vicomtes il participe, en 1569, à la campagne de Poitou et est licencié le 8 août 1570 à la paix de Saint-Germain-en-Laye.
- Régiment de Virville

Ce régiment est levé le 15 juillet 1653 N. de Virville. Il se trouve au siège de Sainte-Ménéhould et est licencié après la campagne.
- Régiment de Vitry (1620-1632)

Ce régiment est levé 20 juillet 1620 par Nicolas de L'Hospital, maréchal de Vitry dans le cadre de la répression des rébellions huguenotes. Il prend part, en 1622, à la prise de Gergeau (Jargeau), au combat de Riez et à la prise de Royan. Réformé le 14 février 1623, le régiment est rétabli le 11 février 1632 puis licencié définitivement en octobre 1632.
- Régiment de Vitry (1636-1637)

Le régiment est levé le 6 mars 1636 par François-Marie de L'Hôpital, duc de Vitry dans le cadre de la guerre de Trente Ans. Il sert en Provence puis il est embarqué en 1637 sur la flotte du comte d'Harcourt avec laquelle il participe à la reprise des îles de Lérins, puis au secours de Leucate. Il est licencié en 1637.
- Régiment de Vitry (1656-1659)

C'est l'ancien régiment de Noirmoutiers, qui, après avoir été donné en 1656 à N. de Vitry est renommé régiment Vitry. Il reprend le nom de régiment de Noirmoutiers après avoir été rendu le 12 décembre 1659 au duc de Noirmoutiers.
- Régiment de Vivarais (1684-1749)

Ce régiment est créé sous ce titre, le 25 septembre 1684, et donné au marquis de Bréauté, remplacé le 3 novembre 1685 par Jacques Le Coutellier, marquis de Saint-Paterne. Engagé dans la guerre de la Ligue d'Augsbourg il fait les campagnes de 1689 à 1692 sur le Rhin puis il passe à l'armée des Alpes, avec laquelle il se trouve à la bataille de La Marsaille en 1693 puis il retourne sur le Rhin pour les campagnes de 1695 à 1697. Dans le cadre de la guerre de Succession d'Espagne, il se trouve à l'armée d'Italie en 1700 et se trouve aux batailles de Carpi et de Chiari en 1701, aux batailles de Santa-Vittoria, de Luzzara, et aux prises de Luzzara et de Borgoforte en 1702, à l'expédition du Tyrol, et à la prise d'Asti en 1703, aux sièges de Verceil, d'Ivrée et de Verrue en 1704. Il est donné le 14 juin 1705 à René-Augustin d'Erard, chevalier de Ray avec lequel il se participe au siège de Chivasso, bataille de Cassano en 1705, au siège de Turin, bataille de Castiglione en 1706, à la défense de Toulon en 1707 puis il rejoint l'armée du Dauphiné de 1708 à 1710, puis l'armée de Catalogne, avec laquelle il assiste au siège de Gérone (ca) en 1710, puis il revient sur les Alpes et y reste jusqu'à la paix. Il est donné en février 1729 au comte de La Vallière, et le 1er mai 1731 à Pierre, comte de Bérenger du Guast qui mène, durant la guerre de Succession de Pologne, le régiment à l'armée d'Allemagne en 1734 avec laquelle il participe à l'attaque des lignes d'Ettlingen, au siège de Philippsbourg en 1734, et à la bataille de Clausen en 1735. Il est donné le 1er mars 1738 au marquis de Rougé. Dans le cadre de la guerre de Succession d'Autriche il rejoint l'armée de Bohême, et participe à prise de Prague en 1741 puis à la défense et retraite de Prague en 1742. Donné le 6 mars 1743 à Jacques-Charles Prévost, marquis du Barail, il est affecté à l'armée des Alpes, et participe à la conquête du comté de Nice et au siège de Coni en 1744, à l'occupation des places du Piémont en 1745, aux batailles de Plaisance et du Tidone en 1746, à la défense de la Provence et au combat de Vintimille en 1747. Donné 1er janvier 1748 à Henri-Auguste Hellouin, marquis de Courcy, il se trouve à la défense de la rivière de Gênes. Le régiment est incorporé le 10 février 1749, la compagnies des grenadiers dans le régiment des Grenadiers de France et le reste dans le régiment de Bonnac. Ce « régiment de Vivarais » avait trois drapeaux : ceux d'ordonnance avaient une bordure de taffetas rouge-jaune changeant, interrompue par les branches de la croix; ce qui restait de chaque carré était divisé en trois bandes perpendiculaires à la hampe; la bande du milieu était pareille à la bordure; les deux autres étaient vert de mer et aurore changeant. L'uniforme du corps consistait en habit complet gris-blanc, parements rouges, poches en demi-écusson garnies de cinq boutons jaunes; galon de chapeau d'or.

Régiment de Vivarais
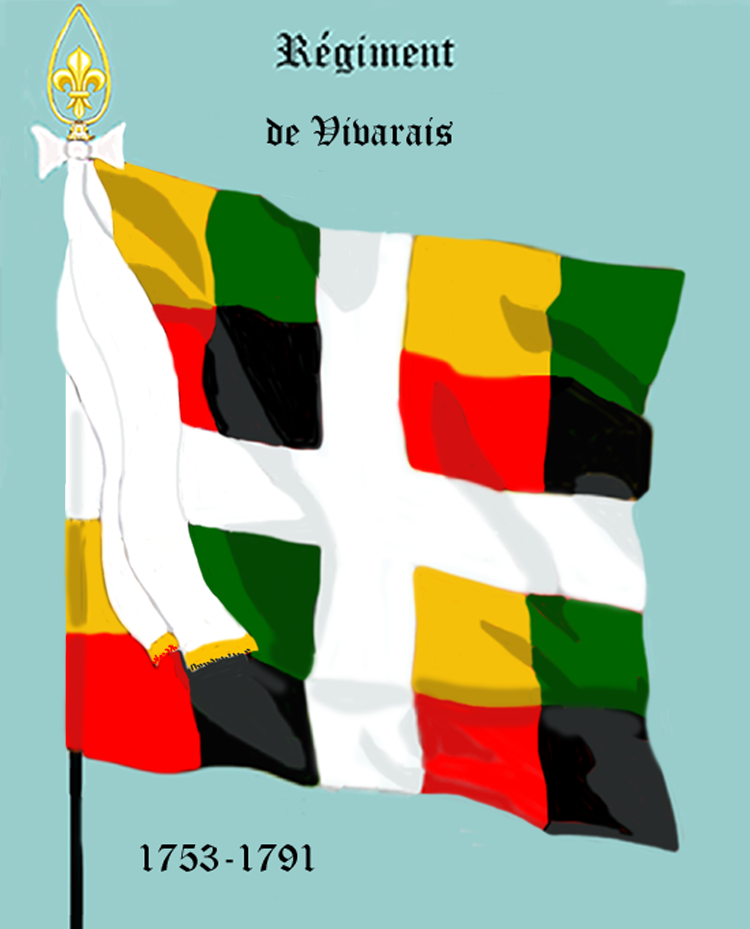
de 1762 à 1791

C'est l'ancien régiment de Puységur (1761-1762), qui prend le titre de « régiment de Vivarais » le 10 décembre 1762. Par ordonnance du 30 janvier 1778, une compagnie du régiment forme le régiment des grenadiers royaux du Quercy. Le « régiment de Vivarais » est devenu depuis la Révolution le 71e régiment d'infanterie de ligne.
- Régiment de Vivarais
- de 1762 à 1791

- Régiment de Vivonne

Ce régiment est créé le 23 janvier 1676, dans le cadre de la guerre de Hollande, et formé à Messine le 23 octobre suivant, par Louis-Victor de Rochechouart, duc de Vivonne, avec le bataillon de Belzunce du régiment de La Marine, et des Siciliens. Durant la révolte anti-espagnole, il se trouve au combat naval de Palerme, prise de Melilli et de Taormino, puis part pour la France en décembre 1677. Il rejoint l'armée de Flandre en 1678 avec laquelle il participe aux sièges de Gand et d'Ypres. Il prend le nom de régiment de Thianges (1688-1702) après avoir été donné le 25 septembre 1688 à Claude-Henri-Philibert de Damas, marquis de Thianges.

Régiment de Vivonne
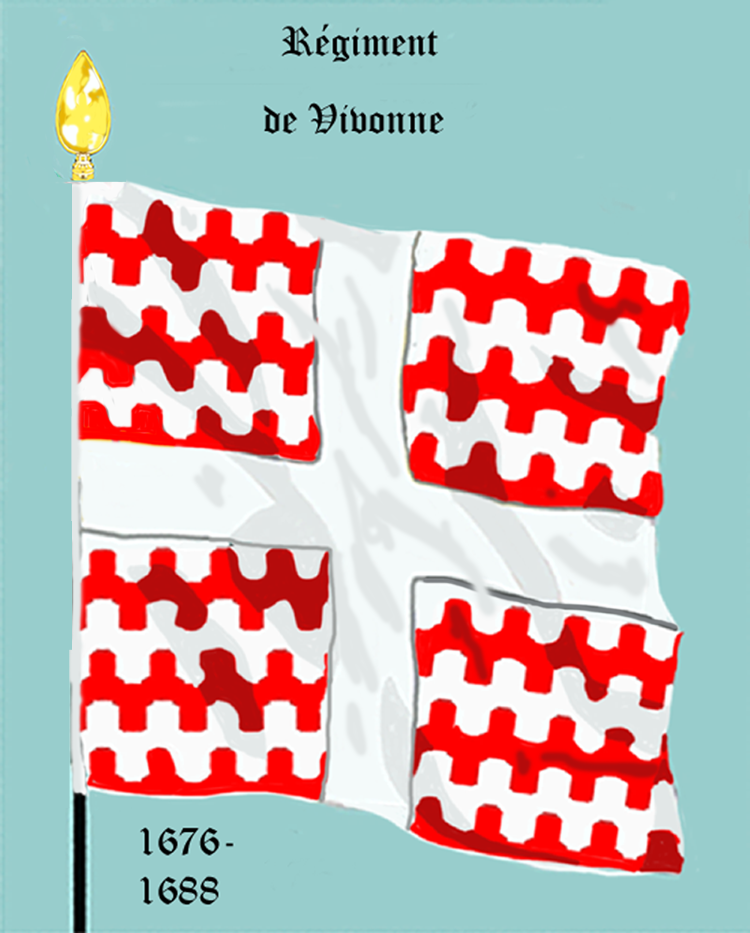
de 1676 à 1688

- Régiment de Vivours

Le régiment est levé le 7 mai 1702 par N. de Vivours. Engagé dans la guerre de Succession d'Espagne il sert à l'armée du Rhin puis à l'armée des Alpes en 1705. Il prend le nom de régiment de Briouze en 1705 après avoir été donné à N. de Briouze.
- Régiment des Volontaires d'Alsace également appelé Volontaires d'Alsace

C'est l'ancien régiment de Beyerlé, qui forme le noyau et prend le titre de « régiment des Volontaires d'Alsace » le 28 février 1758. Il est mis sur le pied de six compagnies, composées chacune de 40 fantassins et 30 dragons. Dans le cadre de la guerre de Sept Ans, il sert dans l'armée du Bas-Rhin en 1757. Il est licencié en 1759. Ce corps portait habit bleu, bavaroises, parements, veste, culotte et doublure rouges; boutons et boutonnières jaunes; trois en bas de la bavaroise de chaque côté, deux sur l'estomac et un à chaque coin; deux boutonnières rouges au-dessus de la bavaroise sur l'habit; parements ouverts sans boutons ; une poche en long de chaque côté, garnie de trois boutons et boutonnières; boutonnières noires d'un côté sur la veste; collet noir; chapeau bordé d'or.
- Régiment des Volontaires d'Austrasie également appelé Volontaires d'Austrasie

C'est l'ancien régiment des Volontaires Étrangers, qui prend le titre de « régiment des Volontaires d'Austrasie » en 1759 et réorganisé en dix-sept compagnies, dont une de grenadiers, et donné à Eugène Larréteguy de Vignolles, qui est tué en 1761, durant la guerre de Sept Ans, près de Neuhaus, et remplacé par N., vicomte d'Harembures. Il est incorporé le 21 décembre 1762 dans la Légion de Hainaut. Ce corps porta d'abord habit blanc, collet et parements verts, boutons blancs, chapeau galonné d'argent. En 1760 il avait habit et veste bleu de roi, parements, revers et doublure rouges; culotte, boutons et galon de chapeau blanc; trois boutons sur la poche en travers, trois sur la manche, sept petits boutons sur chaque revers, quatre gros au-dessous.
- Régiment des Volontaires Bretons également appelé Volontaires Bretons

Ce régiment est levé sous ce titre, le 30 octobre 1746, par N. de Kermalec, et composé de 1 060 fusiliers et 540 hussards. Engagé dans la guerre de Succession d'Autriche, sert dans l'avant-garde de l'armée de Flandre en 1747. Le colonel est tué au mois d'octobre près d'Anvers et il est remplacé le 3 novembre 1747 par Antoine-Joseph de La Neufville, baron du Blaisel qui se trouve à sa tête au siège de Maastricht en 1616. Il est incorporé le 1er août 1749 dans le régiment des Volontaires de Flandre. Les fusiliers portaient pelisse ventre de biche, agréments bleus; veste bleu de roi avec des parements et des agréments ventre de biche; écharpe ventre de biche et rouge mélangés; culotte bleue, brodequins noirs; bonnet noir bordé d'un galon jaune, aigrette blanche; fusil, baïonnette et sabre garni, ainsi que le fourreau, de cuivre jaune. Les hussards portaient le même uniforme; seulement la pelisse était bordée de peau noire; ils avaient la botte à la hussarde, le manteau et la schabraque bleus; carabine, pistolets et sabre.
- Régiment des Volontaires de Cambefort également appelé Volontaires Cambefort

Ce régiment est levé sous titre, en 1759, par N. de Cambefort et formé de 150 hommes, dont 100 fusiliers et 50 dragons. Engagé dans la guerre de Sept Ans, il s'empare en 1762 à Ibbenbüren des deux aides de camp du prince Ferdinand de Brunswick. Le régiment est licencié le 12 décembre 1762.
- Régiment des Volontaires de Corse également appelé Volontaires Corses

Ce régiment est levé sous ce titre le 29 avril 1757, par Louis-Florent, chevalier de Vallière (en). Engagé dans la guerre de Sept Ans, il sert sur les côtes de Provence. Il est licencié le 10 avril 1760.
- Régiment des Volontaires Cantabres également appelé Volontaires Cantabres

Ce corps est formé sous ce titre, le 15 décembre 1745, dans le pays basque, par N. chevalier de Bela, et formé de deux bataillons d'infanterie (500 hommes en dix compagnies) et de 300 hussards, avec deux pièces de canon. Les officiers devaient être d'au-delà de l'Adour où du comté d'Armagnac. Il est spécifié que ce régiment devra toujours être en avant de l'armée. Engagé dans la guerre de Succession d'Autriche, il participe aux campagnes de Flandre jusqu'à la paix. Donné en 1747 à N. chevalier de Luppé, il est mis sous le titre de régiment Royal-Cantabres.

Régiment des Volontaires Cantabres
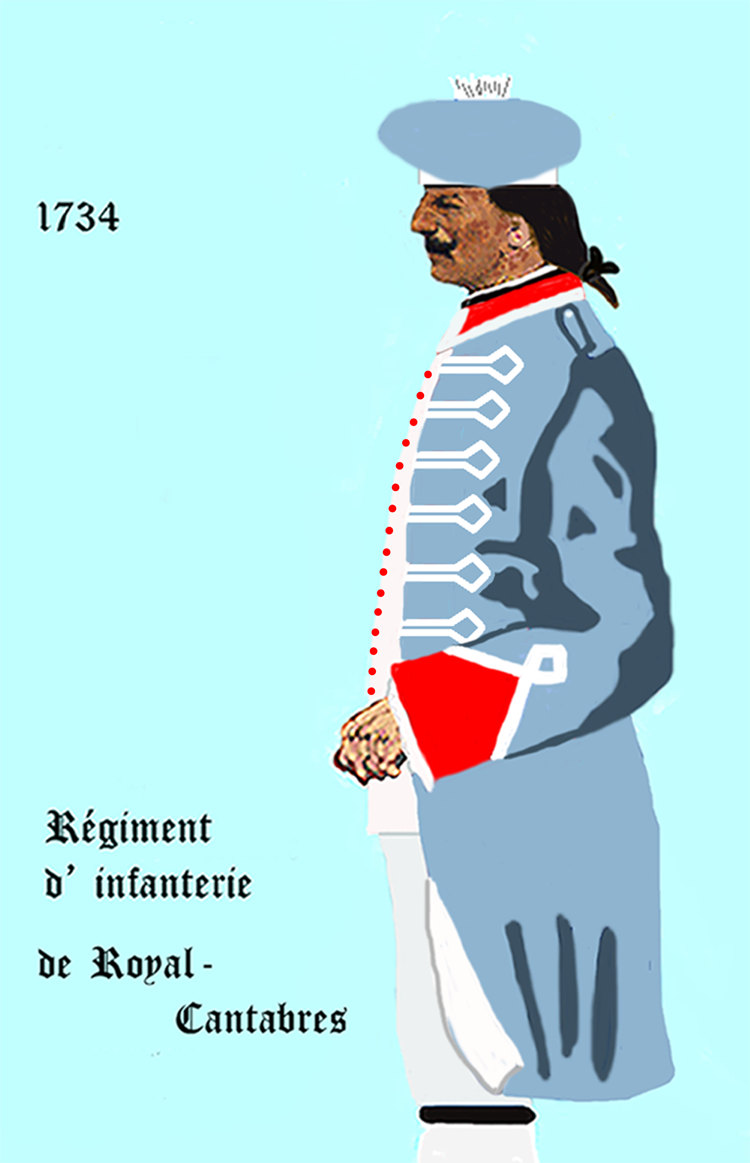
de 1745 à 1762

- Régiment des Volontaires de Dauphiné également appelé Volontaires de Dauphiné

Ce régiment est créé sous ce titre le 1er mars 1749 et formé du régiment des Volontaires de Gantez, du régiment des chasseurs de Sabattier, du régiment des chasseurs de Colonne et du régiment des Volontaires de Lancize composé de huit compagnies de 70 hommes, dont 40 fantassins et 30 dragons. Donné à Jean-François, marquis de Gantez. Il prend le nom de régiment de Villemort le 28 avril 1696 après avoir été donné à Robert de Bouëx de Villemort. Durant la guerre de Sept Ans il sert de 1756 à 1616, sur la frontière, des Alpes. Donné le 10 février 1759 à Antoine-Charles du Houx, baron de Viomesnil. Il est incorporé le 21 décembre 1762 dans la Légion de Flandre. L'infanterie de ce corps portait habit et culotte bleus; veste et collet ventre de biche; douze boutons blancs à droite et autant de boutonnières blanches à gauche, sur l'habit et sur la veste; doubles poches en long garnies de quatre boutons; parements ordinaires avec quatre boutons, chapeau bordé d'argent. Le drapeau était ventre de biche, avec un dauphin bleu au centre de la croix et une flamme de même couleur aux quatre angles. La cavalerie avait la même tenue, avec des boutonnières des deux côtés de l'habit et de la veste, un bonnet de peau d'ours, doublé de drap bleu et garni d'un galen blanc avec un dauphin à chaque coin; chaperon de pistolet de même. Guidon ventre de biche frangé d'argent; soleil d'or au centre, dauphins d'or aux coins.
- Régiment des Volontaires Étrangers également appelé Volontaires Étrangers

Ce régiment est levé sous ce titre en 1756, et formé de trois bataillons commandés par des lieutenants-colonels, qui furent N. Tirant, N. d'Antonay et N. baron de Stein. Engagé dans la guerre de Sept Ans il sert dans l'armée d'Allemagne en 1757 et il est mis en 1759 sous le titre de régiment des Volontaires d'Austrasie.
- Régiment des Volontaires Étrangers de Clermont-Prince également appelé Volontaires Étrangers de Clermont-Prince

Ce régiment est levé sous ce titre, le 7 mai 1758, pour Louis de Bourbon-Condé, comte de Clermont, et composé de 1 800 hommes, tous étrangers, dont 1 000 à pied et 800 à cheval, formant deux compagnies de grenadiers, neuf de fusiliers et seize de dragons. Sous le commandement du colonel-lieutenant, Antoine-Joseph de La Neufville, baron du Blaisel, il est engagé dans la guerre de Sept Ans et sert dans l'armée d'Allemagne. Donné le 10 février 1759 à N. marquis de Commeyras., le régiment bat en 1762 les troupes légères du corps hanovrien de Scheither. Le 21 décembre 1762 il est mis sous le titre de Légion de Clermont-Prince.
- Régiment des Volontaires Étrangers de Wurmster également appelé Volontaires Étrangers de Wurmster

Ce régiment est levé sous ce titre, le 11 janvier 1762, par Christian-Louis, baron de Wurmser, et formé sur le pied de 684 hommes en dix-sept compagnies : une de grenadiers, huit de fusiliers et huit de dragons. Engagé dans la guerre de Sept Ans, il sert dans l'armée d'Allemagne, et participe à la bataille de Ziegenheim. Il est donné le 1er mars 1763 à Charles de Rohan, maréchal prince de Soubise, et mis sous le titre de régiment des Volontaires de Soubise.
- Régiment des Volontaires de Flandre également appelé Volontaires de Flandre

Ce régiment est créé sous ce titre le 1er août 1749 et formé avec les arquebusiers de Grassin, les fusiliers de La Morlière et du régiment des Volontaires Bretons et organisé en 3 brigades. Donné à Alexis Magallon de la Morlière. Il est partagé le 25 mars 1757 en deux corps, les « Volontaires de Flandre » et les « Volontaires de Hainaut », chacun de six compagnies de 70 hommes, dont 30 à cheval. Engagé dans la guerre de Sept Ans il sert dans l'armée d'Allemagne en 1757, et participe à la bataille de Hastenbeck. Il est donné le 10 février 1759 à N., comte de Preyssac de Cadillac, et la même année à N., marquis d'Escouloubre, et à N., marquis de Jaucourt avec lequel il se trouve à la bataille de Corbach en 1760. Il est reconstitué le 21 décembre 1762 sous le titre de Légion de Flandre. Les fantassins avaient une tenue, à la houzarde, était composée de pelisse ventre-de-biche à agrément bleu de roi, culottes bleues, ceinture beige et rouge mélangées, bonnet noir bordé de jaune avec une aigrette blanche, fusil baïonnette et sabre. Les hussards ont la pelisse bordée de fourrure noire, manteau et schabraque de drap bleu, carabine, pistolets et sabre.
- Régiment des Volontaires de Gantez également appelé régiment de Miquelets

Ce corps, qui porta aussi le nom de Miquelets, est levé le 30 janvier 1746, par Jean-François, marquis de Gantez. Le corps était composé de 315 fantassins, 144 hussards et 53 dragons. Engagé dans la guerre de Succession d'Autriche, il rejoint au mois de juin l'armée d'Italie et participe à la bataille du Tidone avant de servir à l'armée des Alpes jusqu'à la paix. L'unité est incorporée le 1er mars 1749 dans le régiment des Volontaires de Dauphiné. Habit bleu, collet et veste ventre de biche, culotte de peau, bottines.
- Régiment des Volontaires de Geschray également appelé Volontaires de Geschray

Ce régiment allemand est levé le 25 novembre 1747 et formé en Alsace sur le pied de 800 fantassins et 400 dragons par le général prussien Geschray et comptant 8 compagnies de 100 fusiliers et 8 compagnies de 50 dragons. Engagé dans la guerre de Succession d'Autriche, il sert à l'armée de la Meuse en 1616. Il prend le nom de régiment de Beyerlé après avoir été donné en 1757 à N. de Beyerlé. Il porte l'habit bleu, avec bavaroise, parements et doublures rouges, vestes et culottes rouges, boutons, boutonnières etgalon de chapeau jaune.
- Régiment des Volontaires de Hainaut également appelé Volontaires de Hainaut

Ce régiment est formé le 1er avril 1757 d'une partie du régiment des Volontaires de Flandre et donné à François-Henri Thiersaint, baron de Bourgmary. Engagé dans la guerre de Sept Ans il sert dans Armée d'Allemagne, et participe à la bataille de Hastenbeck, surprise de Harbourg, où il prend 900 hommes, trois drapeaux et vingt canons, à l'occupation du Hanovre en 1757, à la défense de Minden en mars 1758 ou il y est fait prisonnier. Rétabli le 15 décembre 1758 par Thomas-Auguste Le Roy de Grandmaison. Le régiment se trouve à la bataille de Bork en juin 1759, à la bataille de Minden le 1er août, à la bataille de Mardorf en septembre ou il y prend un régiment de dragons hanovriens, à la bataille de Nordecken en octobre, ou il prend 30 dragons et 20 hussards et attaque à la fin de la campagne 1 200 chasseurs de Freytag, barricadés dans le village de Laughaus, ou il leur prend 50 hommes, tous les chevaux et tous les équipages. Il dégage en juillet 1760 les hussards de Bercheny enveloppés par le prince héréditaire, puis il se trouve à la prise d'assaut de Münden au mois d'août ou il y fait prisonniers 400 Hanovriens, puis en septembre il brûle un pont de bateaux sur le Weser, à Hameln, et prend deux canons. En août 1761, il surprend le général prussien Geschray et son corps dans Nordhausen, il enlève le colonel, toute son infanterie et 400 chevaux polonais et bat en septembre, sous Hirtzbourg, les chasseurs de Stackhausen et leur prend 60 chevaux. Il se trouve aux batailles d'Halberstadt et de Bruckmühl en 1762. Il est reconstitué le 1er mars 1763 sous le titre de Légion de Hainaut.
- Régiment des Volontaires de Lancize également appelé Volontaires de Lancize

Ce corps est levé le 1er mars 1747 par N. de Lancize, sur le pied de 211 hommes. Il est licencié le 1er février 1749 et une partie entre, le 1er mars 1749, dans la composition du régiment des Volontaires de Dauphiné.
- Régiment des Volontaires Liégeois également appelé Volontaires Liégeois

Ce régiment est levé sous titre, le 16 mai 1758, par N. de Haller, et formé de quatre compagnies de fusiliers et quatre compagnies de cavalerie. Il est licencié en 1759.
- Régiment des Volontaires Royaux également appelé Volontaires Royaux

Ce corps est formé sous ce titre, par ordonnance du Roi en date du 15 août 1745, avec d'anciennes compagnies franches. Ce corps comptait à sa création douze compagnies mixtes de soixante fusiliers et quarante dragons, une compagnie d'ouvriers et une compagnie de hussards.
Il est donné le 20 janvier 1747 à Charles-Louis, comte de Chabot La Serre. Engagé dans la guerre de Succession d'Autriche, il sert à l'armée des Alpes et participe à la conquête et à l'occupation du comté de Nice jusqu'à la paix. Dans le cadre de la guerre de Sept Ans, il est porté le 18 novembre 1756 à neuf cent cinquante hommes. Il sert d'avant-garde de l'armée d'Allemagne en 1757, et participe au combat de Rittberg, à la bataille de Hastenbeck en 1757, et à la défense d'Hoya dans le Hanovre le 23 février 1758. Il obtient le 7 mai 1758, en récompense de sa valeur, le titre de Légion Royale
- Régiment des Volontaires de Soubise également appelé Volontaires de Soubise

C'est l'ancien régiment des Volontaires Étrangers de Wurmster, qui prend le titre de « régiment des Volontaires de Soubise » après avoir été donné le 1er mars 1763 à Charles de Rohan, maréchal prince de Soubise. Sous le commandement du colonel-commandant N., comte de Wargemont, il prend garnison à Givet en 1616, à Tournon en 1764, et Philippeville en 1766. Il est mis cette année sous le titre de Légion de Soubise.
- Régiment de Voluire

C'est l'ancien régiment de Saint-Simon (1702-1705), qui est renommé « régiment de Voluire » après avoir été donné le 30 janvier 1705 à Philippe-Auguste, comte de Voluire. Engagé dans la guerre de Succession d'Espagne il prend le nom de régiment d'Angennes après avoir été donné le 28 mai 1708 à N. d'Angennes.
- Régiment des Vosges

Le régiment est créé sous ce titre, le 5 janvier 1693, formé du bataillon de Villars du régiment du Dauphin, et donné à N. de Vaudray, comte d'Autrey. Pour la guerre de la Ligue d'Augsbourg, il sert d'abord sur les côtes de Provence, puis il passe à l'armée de Catalogne en 1695 et se trouve au siège de Barcelone en 1697. Lors de la guerre de Succession d'Espagne, il est affecté à l'armée d'Italie en 1701 et assiste aux sièges de Luzzara et de Borgoforte en 1702 et à l'expédition de Tyrol en 1703. Donné 13 mars 1704 à Jacques-Antoine de Ricouard, marquis d'Hérouville, il participe aux sièges de Verceil, d'Ivrée et de Verrue en 1704, au siège de Chivasso, et à la bataille de Cassano en 1705, à la bataille de Calcinato, au siège de Turin, et à la bataille de Castiglione en 1706, et à la défense de Toulon en 1707. Il passe à l'armée du Rhin en 1708, à l'armée de Dauphiné en 1709, à l'armée de Flandre en 1710 avec laquelle il participe aux sièges de Douai, du Quesnoy et de Bouchain en 1712 et au siège de Fribourg en 1713. Il est licencié le 15 novembre 1714.